# António de Oliveira Salazar
António de Oliveira Salazar GCTE • GCSE • GColIH • GCIC (Vimieiro, Santa Comba Dão, 28 de abril de 1889 – Lapa, Lisboa, 27 de julho de 1970) foi um ditador nacionalista português. Além de chefiar diversos ministérios, foi presidente do Conselho de Ministros do governo ditatorial do Estado Novo e professor catedrático de Economia Política, Ciência das Finanças e Economia Social da Universidade de Coimbra. Em 1940, foi-lhe concedido o grau honoris causa pela Universidade de Oxford.
O seu percurso no Estado português iniciou-se quando foi escolhido por Óscar Carmona para ocupar o cargo Ministro das Finanças durante um curto período de duas semanas, na sequência da revolução de 28 de maio de 1926. Foi substituído pelo comandante Filomeno da Câmara de Melo Cabral após o golpe do general Gomes da Costa. Posteriormente, foi de novo Ministro das Finanças entre 1928 e 1932, procedendo ao saneamento das finanças públicas portuguesas. Ficou também para a história como o estadista que mais tempo governou Portugal, desempenhando funções em ditadura entre 1932 e 1933, e de forma autoritária, desde o início da Segunda República até a sua substituição em 1968, 2 anos antes de morrer.
Figura de destaque e promotor do Estado Novo (1933–1974) e da sua organização política, a União Nacional, Salazar dirigiu os destinos de Portugal como presidente do Ministério de forma autocrática entre 1932 e 1933 e, como Presidente do Conselho de Ministros entre 1933 e 1968. Os nacionalismos e fascismos que surgiam na Europa foram uma fonte de inspiração para Salazar em duas frentes complementares: a da propaganda e a da repressão. Com a criação da Censura, da organização de tempos livres dos trabalhadores FNAT e da Mocidade Portuguesa, o Estado Novo procurava assegurar a doutrinação de largas massas da população portuguesa ao estilo do fascismo, enquanto que a sua polícia política (PVDE, posteriormente PIDE e mais tarde ainda DGS), em conjunto com a Legião Portuguesa, combatiam os opositores do regime que eram julgados em tribunais especiais (Tribunais Militares Especiais e, posteriormente, Tribunais Plenários).
Inspirado no fascismo e apoiando-se na doutrina social da Igreja Católica, Salazar orientou-se para um corporativismo de Estado, com uma linha de acção económica nacionalista assente no ideal da autarcia. Esse seu nacionalismo económico levou-o a tomar medidas de proteccionismo e isolacionismo de natureza fiscal, tarifária, alfandegária, para Portugal e suas colónias, que tiveram grandes impactos positivos e negativos durante todo o período em que exerceu funções.

## Juventude e Coimbra

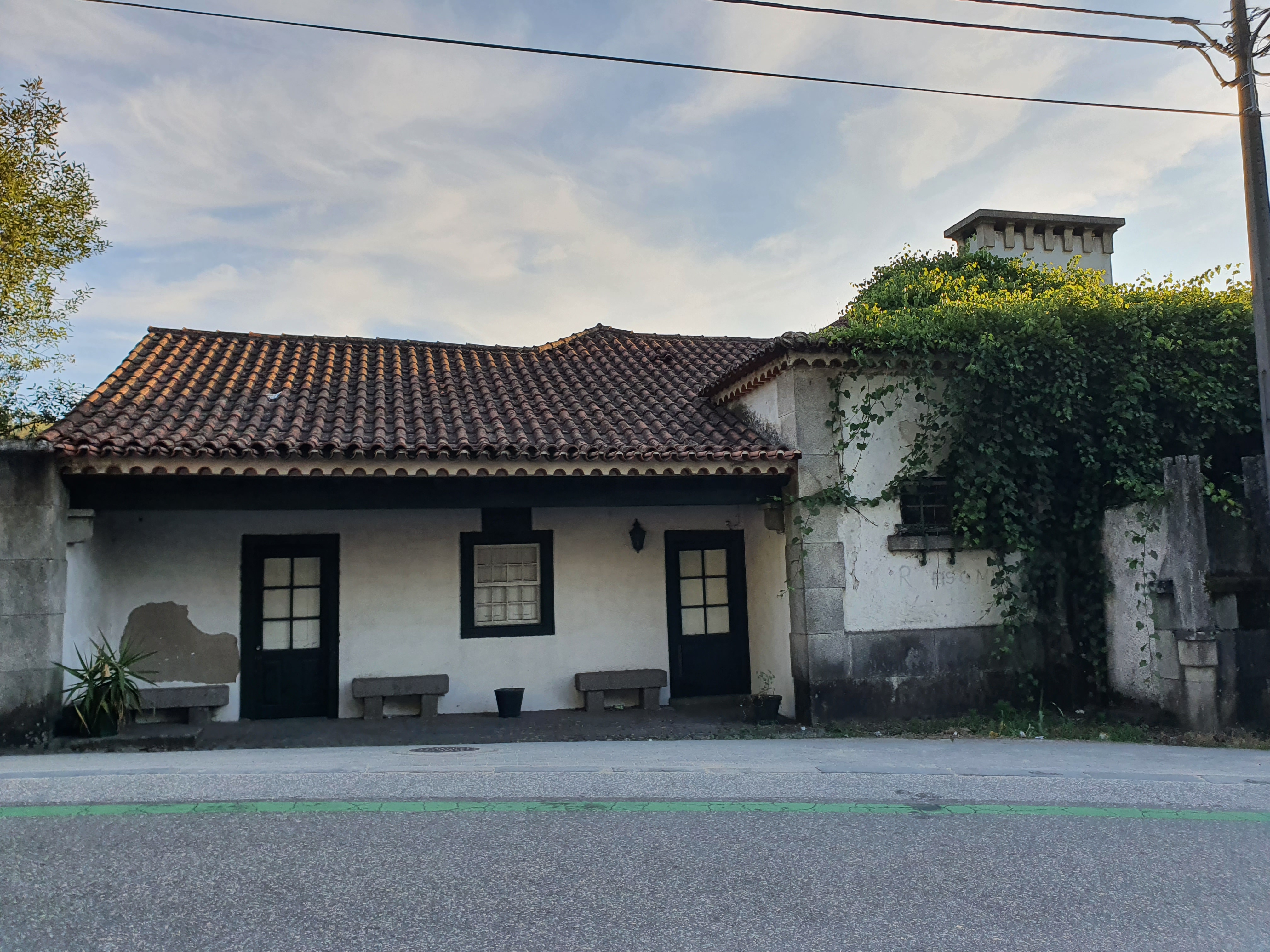
Casa onde nasceu António de Oliveira Salazar

Em 1900, após completar os seus estudos na escola primária, com 11 anos de idade, Oliveira Salazar, ingressou no Seminário de Viseu, onde permaneceu por oito anos. Em 1908, o seu último ano lectivo no seminário, tomou finalmente contacto com toda a agitação que reinava em Viseu e também em todo o país. Surgiam artigos que atacavam o governo, o rei e a Igreja Católica. Foi também nesse ano que se deu o assassínio do rei dom Carlos I de Portugal e do seu filho, o príncipe Luís Filipe. Não ficando indiferente a esses acontecimentos, Salazar, católico praticante, começou a insurgir-se contra os republicanos jacobinos em defesa da Igreja, escrevendo vários artigos nos jornais. Após completar os estudos, permaneceu em Viseu por mais dois anos. Porém, em 1910, mudou-se para Coimbra para estudar Direito. Em 1914, concluiu o curso de Direito com a alta classificação de 19 valores e torna-se, dois anos depois, assistente de Ciências Económicas. Assumiu a regência da cadeira de Economia Política e Finanças em 1917 a convite do professor Jose Alberto dos Reis e do professor Aniceto Barbosa, antes de se doutorar em 1918.
Durante esse período em Coimbra, materializa o seu pendor para a política no Centro Académico de Democracia Cristã onde faz amigos como Mário de Figueiredo, José Nosolini, Juvenal de Araújo, os irmãos Dinis da Fonseca, Manuel Gonçalves Cerejeira, Bissaya Barreto, entre outros. Alguns haveriam de colaborar nos seus governos. Combate o anticlericalismo da Primeira República através de artigos de opinião que escreve para jornais católicos. Acompanha Cerejeira em palestras e debates. Enquanto estuda Maurras, Le Play e as encíclicas do Papa Leão XIII, vai consolidando o seu pensamento, explicitando-o em artigos e conferências, onde se afirma que "Salazar nasceu para a política pugnando pelo acertar do passo com a Europa, e com a paixão pela Educação".
Entre 1920 e 1923 foi provedor da Santa Casa da Misericórdia de Coimbra.
Em 1921 foi eleito deputado por Guimarães pelo Centro Católico Português tendo tido nessa breve legislatura uma única comparência, a 21 de julho, na Câmara dos Deputados, o parlamento da Primeira República. Salazar esteve apenas dois dias de estadia em Lisboa, instalado no Hotel Borges. A 4 de setembro o arcebispo de Évora, D. Manuel Mendes da Conceição Santos escreveu a Salazar pedindo-lhe que não deixasse de ir ao parlamento, por fazer lá falta uma voz católica. Salazar respondeu ao arcebispo passadas duas semanas. Não se conhece o conteúdo da resposta mas certo é que quando o fez, já os trabalhos da Câmara tinham sido suspensos sine die. Contudo a 19 de outubro naquela que ficou conhecida como Noite sangrenta foram assassinados com grande violência, entre outros, o Presidente do Governo António Granjo e dois dos históricos da Proclamação da República: António Machado Santos e José Carlos da Maia. A Câmara dos Deputados, cujos trabalhos ainda não haviam sido retomados, acabaria por ser dissolvida (6 de novembro). Salazar recusou-se a recandidatar-se.

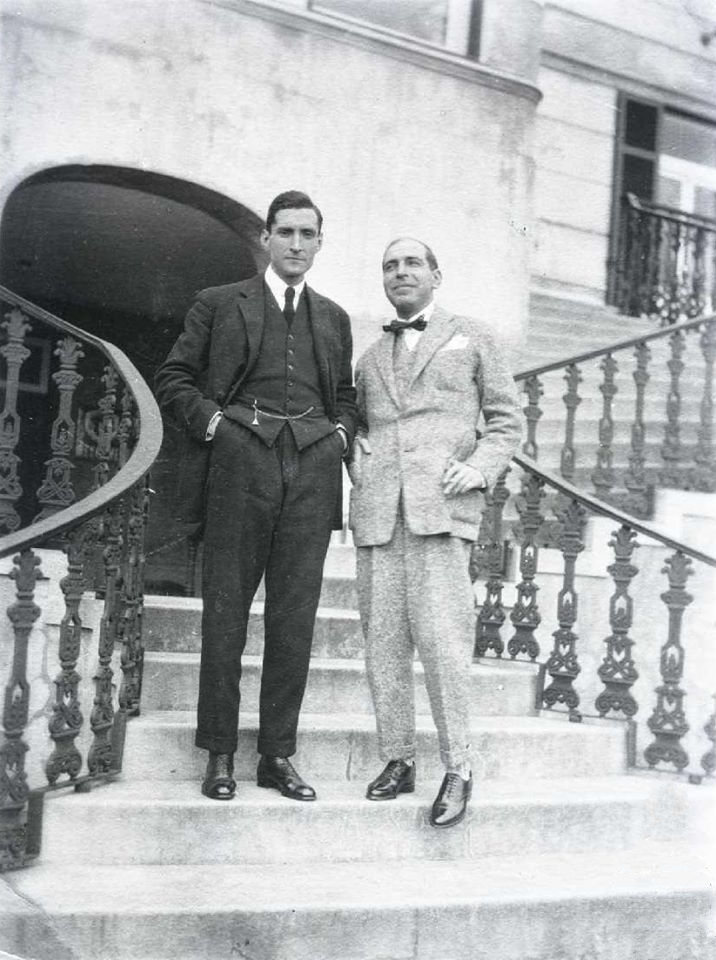
Salazar (esquerda) com Mário de Figueiredo em 1925.

Desde a implantação da república em 1910 até ao golpe militar de 1926, Portugal teve oito Presidentes da República, quarenta e quatro reorganizações de gabinete e vinte e uma revoluções. O primeiro Governo da República não durou dez semanas e o mais longo durou pouco mais de um ano. Várias personalidades políticas foram assassinadas. Pela Europa fora a palavra “revolução” passou a estar associada a Portugal. O custo de vida aumentou vinte e cinco vezes, a moeda caiu para 1/33 partes do seu valor relativamente ao ouro. O fosso entre ricos e pobres continuou sempre a aumentar. A Igreja Católica foi implacavelmente perseguida pelos maçons anticlericais. Os atentados terroristas e o assassinato político generalizaram-se. Entre 1920 e 1925, de acordo com dados oficiais da polícia nas ruas de Lisboa explodiram 325 bombas. Com o país continuamente à beira de uma guerra civil, em 1926 dá-se um levantamento militar, sem derramamento de sangue e com a adesão de inúmeros sectores da sociedade portuguesa, desejosos de acabar com o clima de terror e violência que se tinha instalado no país. Ilustrativo do caos a que se tinha chegado é o facto de o poeta Fernando Pessoa ter apelidado a Primeira República de regime de "conspurcação espiritual" e em 1928 ter escrito "O Interregno Defeza e Justificação da Dictadura Militar em Portugal" onde afirmou que: “É hoje legítima e necessária uma ditadura militar em Portugal”. Contudo, mais tarde Pessoa, desiludido, repudiou esse seu escrito, assim como o regime de Salazar, que satirizou diversas vezes.
Em junho de 1926 os militares convidam Salazar para a pasta das finanças; mas passados treze dias Salazar renuncia ao cargo e retorna a Coimbra por não lhe haverem satisfeitas as condições que achava indispensáveis ao seu exercício.

## Da pasta das finanças à Presidência do Conselho
Em 27 de abril de 1928, após a eleição do general Óscar Carmona e na sequência do fracasso do seu antecessor em conseguir um avultado empréstimo externo com vista ao equilíbrio das contas públicas, Salazar reassumiu a pasta das finanças, mas exigiu o controlo sobre as despesas e receitas de todos os ministérios. Satisfeita a exigência, impôs forte austeridade e um rigoroso controlo de contas, com aumentos enormes de impostos e criação de novos, adiamento de obras de fomento e congelamento de salários, conseguindo um superavit, um "milagre" nas finanças públicas logo no exercício económico de 1928–29.
"Sei muito bem o que quero e para onde vou". — afirmará, denunciando o seu propósito na tomada de posse.

Na imprensa, que era controlada pela censura, Salazar seria muitas vezes retratado como "salvador da pátria". Mas também alguma imprensa internacional, que não era controlada pela censura, apontava méritos a Salazar; em março de 1935 a revista Time afirmou que 
"é impossível negar que o desenvolvimento económico record registado em Portugal não só não tem paralelo em qualquer outra parte do mundo como também é um feito para o qual a história não tem muitos precedentes”.
O prestígio ganho, a propaganda, a habilidade política na manipulação das correntes da direita republicana, de alguns sectores monárquicos e dos católicos consolidavam o seu poder. A Ditadura dificilmente o podia dispensar e o presidente da república consultava-o em cada remodelação ministerial. Enquanto a oposição democrática se desvanecia em sucessivas revoltas sem êxito, procurava-se dar um rumo à Revolução Nacional imposta pela ditadura. Salazar, que havia sido agraciado com a grã-cruz da Ordem Militar de Sant'Iago da Espada a 15 de abril de 1929, recusando o regresso ao parlamentarismo e à democracia da Primeira República, cria a União Nacional em 1930, visando o estabelecimento de um regime de partido único.
Em junho de 1929 Salazar volta a demitir-se. Mário de Figueiredo, Ministro da Justiça e dos Cultos, amigo de Salazar, publica a célebre Portaria n.º 6259 que permite manifestações públicas do culto católico, com procissões e toques de sinos (a realização de procissões religiosas e o toque de sinos nas igrejas tinham sido proibidos pela república). O ministro da guerra Júlio Morais Sarmento comanda protestos anticlericais e a portaria é anulada em Conselho de Ministros. Figueiredo comunica a Salazar a sua intenção de se demitir e Salazar diz-lhe que embora não concorde com ele, caso Figueiredo se demita, então ele, Salazar, solidariamente, também apresentará a sua demissão. Figueiredo demite-se e no dia 3 de julho Salazar entrega o seu pedido de Exoneração. No dia seguinte Carmona visita Salazar, que se encontrava hospitalizado, e tenta demovê-lo da sua Intenção de se demitir. O episódio termina com um novo governo, presidido por Ivens Ferraz, com Salazar a continuar na pasta das finanças.

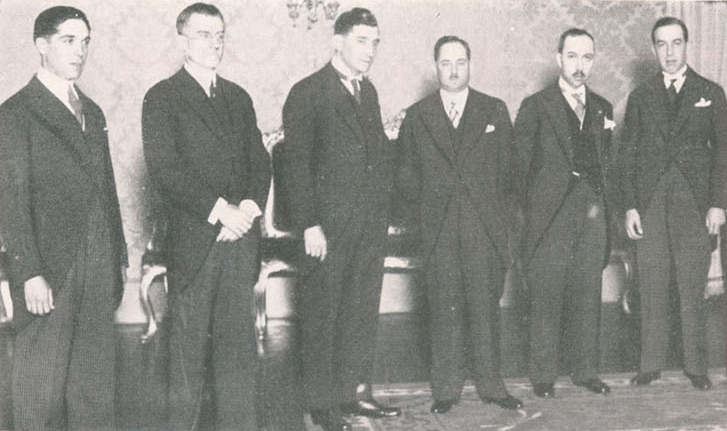
Salazar (centro) e o seu primeiro governo, formado em 1932, no Palácio de Belém.

Em 1932, ano em que a 21 de abril recebeu a grã-cruz da Ordem do Império Colonial e a 28 de maio (sexto aniversário do golpe) a grã-cruz da Ordem Militar da Torre e Espada, do Valor, Lealdade e Mérito, era publicado o projecto de uma nova constituição que seria aprovada em 1933 através de um plebiscito popular directo e em que pela primeira vez em Portugal algumas mulheres são autorizadas a votar. Esta foi a única Constituição Portuguesa a ser aprovada por sufrágio referendário. Num universo eleitoral de cerca de um milhão e trezentos mil eleitores, as abstenções e os votos em branco contaram como votos a favor e o número de “nãos” ficou-se por pouco mais de seis mil votos.
Com esta constituição, Salazar cria o Estado Novo, uma ditadura antiliberal, anticomunista, e antidemocrática que se orienta segundo os princípios conservadores autoritários: "Deus, Pátria e Família", trilogia que expõe durante pronunciamento por ocasião do décimo aniversário do golpe do 28 de maio em Braga e que servirá de base à sua política. A nova constituição estabeleceu um estado corporativo, semelhante ao regime Austríaco de Engelbert Dollfuß, alegadamente inspirado na doutrina social da Igreja Católica, em particular nas encíclicas Rerum novarum e Quadragesimo anno. A pedra angular do sistema era o Presidente, eleito por sufrágio direto, para períodos de sete anos, e a quem era atribuído o poder arbitral de nomear um presidente do conselho onde, por sua vez, estavam totalmente concentrados os poderes executivos. A Assembleia Nacional tinha poderes legislativos mas com limitações, nomeadamente nos casos de leis que pudessem afectar as contas públicas. Terminou assim o período da Ditadura Militar (1926–1933) e iniciou-se um novo período autoritário a que Salazar chamou o “Estado Novo”. O Parlamento, a quem Salazar atribuía as culpas do caos da Primeira República, fica quase vazio de poderes. Em teoria o país passa a estar organizado em corporações de nomeação e direcção estatal, articuladas numa Câmara Corporativa — era também um Estado Corporativo (negação da luta de classes) e autoritário (há um partido único, a União Nacional, e uma polícia política).
Mantendo as doutrinas coloniais que vingaram na Primeira República, Portugal afirmava-se como "um Estado pluricontinental e multirracial".
Em Janeiro de 1933 Adolf Hitler ascende ao poder e Salazar é confrontado com a crescente popularidade do movimento fascista liderado por Rolão Preto, o Nacional-sindicalismo. Salazar, pouco dado ao espetáculo das massas e mais interessado em manter o regime autoritário dentro da sobriedade, sem o paganismo nazi nem os aspetos concentracionários do militarismo imperialista de Mussolini, pôs termo ao fascismo agressivo, desativou a elite fascista e anulou o dogmatismo restauracionista monárquico, solidificando o seu regime autocrático. A 29 de Julho, Salazar põe termo à actividade da facção nacional-sindicalista de Rolão Preto assinando um decreto que justifica a extinção do movimento fascista por ser 
“inspirado em certos movimentos estrangeiros de que copiou a exaltação do valor da mocidade, o culto da força na chamada acção directa, o princípio da superioridade do poder político na vida social, a propensão para o enquadramento das massas atrás ou adiante de um chefe. (…) Todos os que se não cingirem a estas directivas só podem de futuro ser considerados indiferentes ou inimigos.” 
Rolão Preto é exilado e regressaria anos mais tarde a Portugal para apoiar a candidatura do General Humberto Delgado.

## O aparelho repressivo

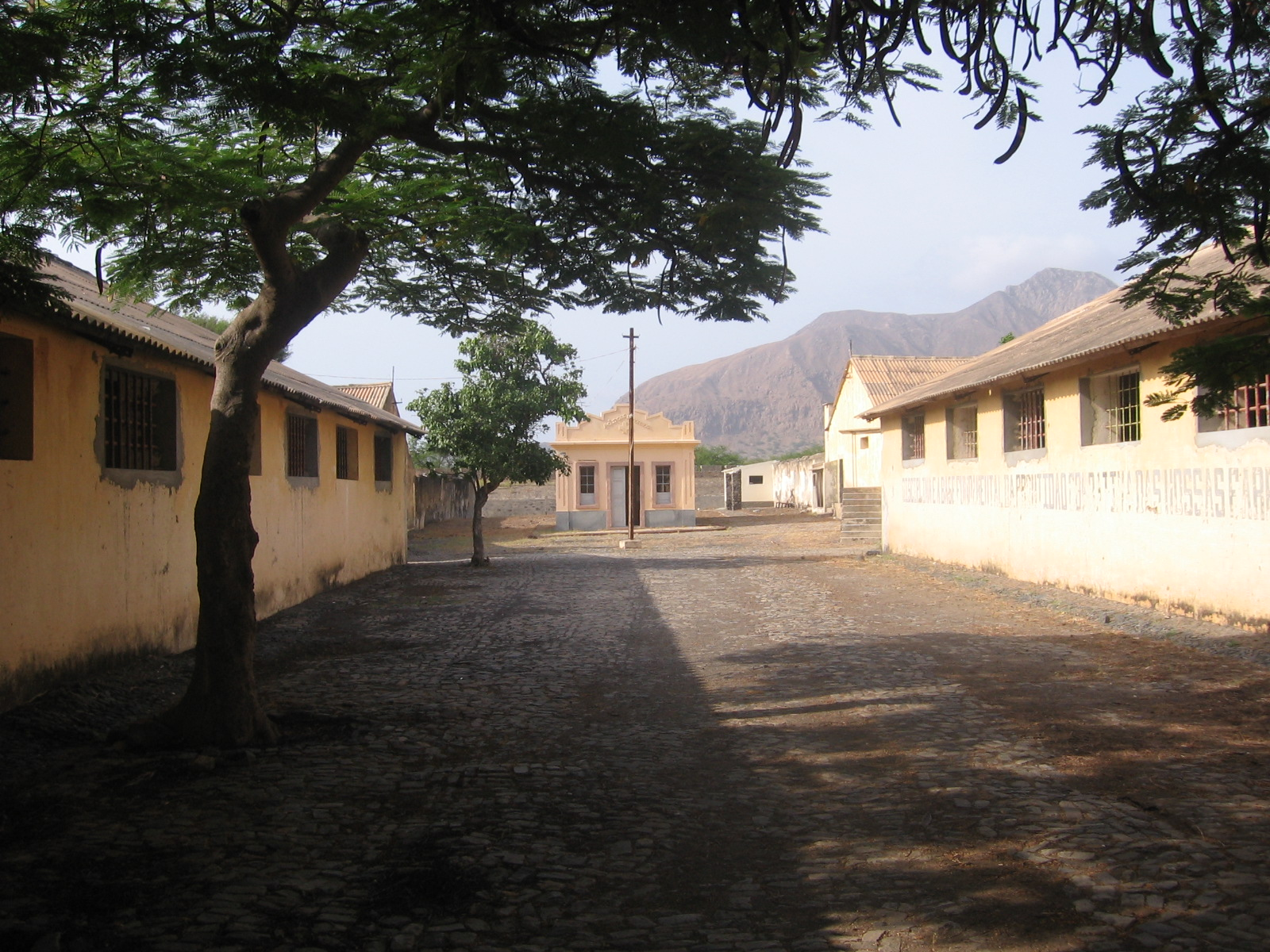
Campo de concentração do Tarrafal em Cabo Verde.

Em 1933, montou uma polícia política, a PVDE (Polícia de Vigilância e Defesa do Estado), renomeada em 1945 como PIDE (Polícia Internacional e de Defesa do Estado); depois de sua morte, foi chamada Direção-Geral de Segurança (DGS). O seu papel é vigiar a população, expulsar os opositores do regime na metrópole e nas colônias e aplicar a censura. Tinha também o controle de estrangeiros e fronteiras.
Os presos políticos são encarcerados em centros de detenção, como a prisão de Caxias, perto de Lisboa, ou o campo do Tarrafal, nas ilhas de Cabo Verde, e torturados. A polícia política usava informadores civis, na linguagem popular "os bufos", que se encontravam em praticamente todos os sectores da sociedade.
O historiador Douglas L. Wheeler contraria a versão corrente de que a polícia política portuguesa teria sido inspirada e até instruída pela Gestapo alemã. Em 1983, queixando-se antes de tudo da escassez de fontes existentes, da desordem dos ficheiros, e também da dificuldade em lhes aceder, conclui que a formação da polícia secreta foi antes influenciada primeiro pelo MI5 britânico. Só durante a Guerra Civil Espanhola alguns oficiais da Gestapo teriam começado a prestar assistência à secreta portuguesa.
Na sede da PIDE, em Lisboa, um edifício de cinco andares, na Rua António Maria Cardoso, estava escrita a frase de Salazar: «Havemos de chorar os mortos, se os vivos o não merecerem». Até 1971, quando os interrogatórios passaram a ser feitos no reduto sul de Caxias, foi ali que muitos opositores do regime foram sujeitos a espancamentos e tortura. Era uma zona citadina, no meio da Baixa lisboetaː os gritos ouviam-se na rua. Em 1 de Agosto de 1958, a própria embaixatriz do Brasil (esposa de Álvaro Lins) assiste à queda dum detido do terceiro andar da sede da polícia política.

## Mocidade Portuguesa

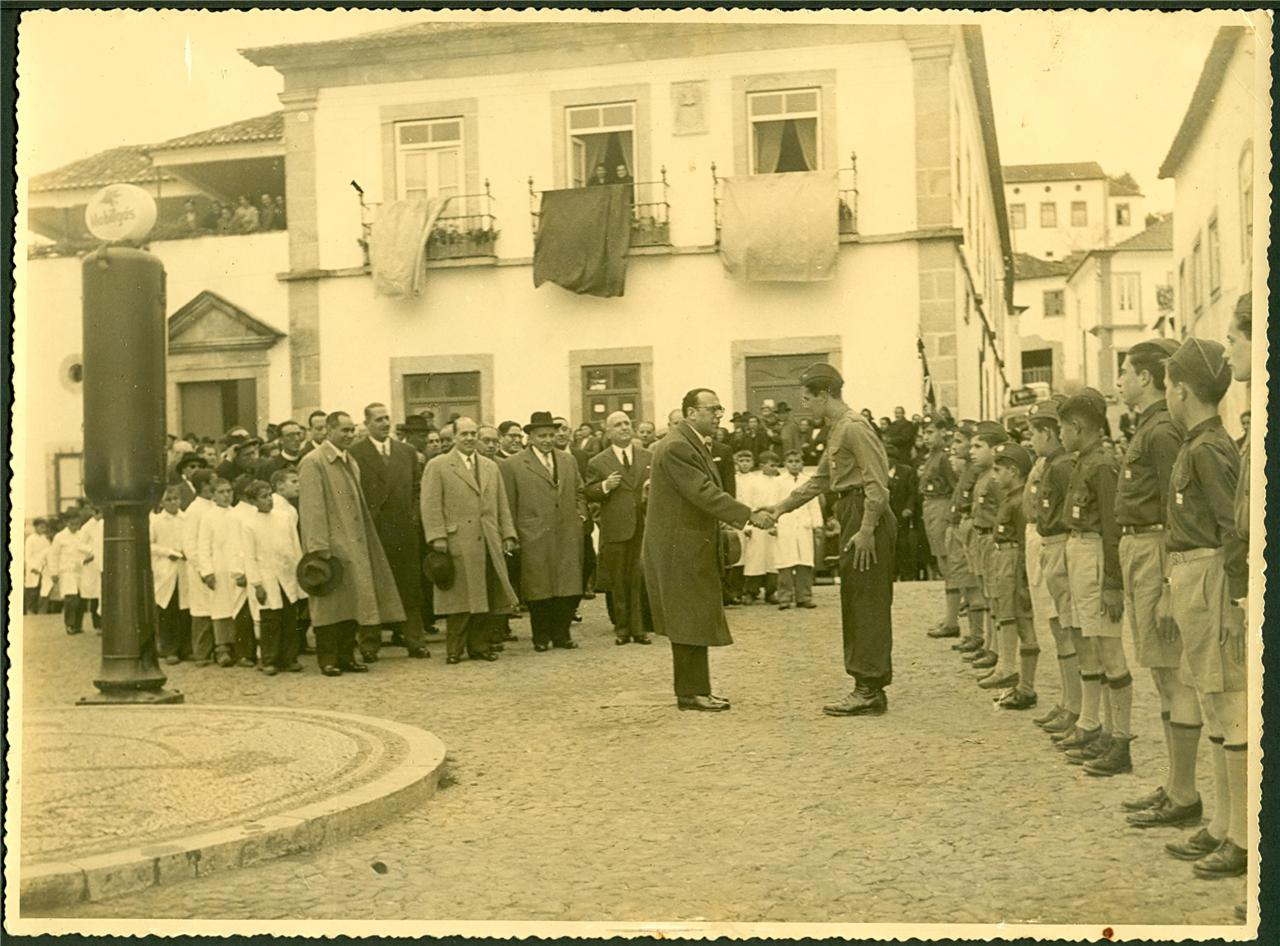
Visita do ministro Baltazar Rebelo de Sousa à vila de Figueiró dos Vinhos em 1956. À direita a Mocidade Portuguesa.

Em 1936, criou a Mocidade Portuguesa, uma organização para a juventude, inspirada nas associações de juventude fascistas italianas e na Juventude Hitleriana, que só seria definitivamente dissolvida em 1974. Era obrigatório pertencer-lhe dos sete aos catorze anos. Os seus membros trajavam um uniforme verde do tipo militar, usavam um cinto de lona com a inicial "S" de "Salazar", e faziam a saudação romana de braço estendido. Quatro meses mais tarde, é criada uma milícia complementar para adultos, a Legião Portuguesa.
A Mocidade Portuguesa, contudo, nunca foi muito popular entre os jovens. O escritor António Lobo Antunes, falando da sua infância, comenta com humor sobre "aquela coisa da Mocidade Portuguesa, que incluía farda, marchas, discursos patrióticos e parvoíces correlativas".

## Salazar e Franco
Na Guerra Civil Espanhola, deflagrada em julho de 1936, Salazar não hesitou em apoiar Franco desde a primeira hora. Daí o enorme prestígio ganho por Portugal nas hostes franquistas. Salazar nomeia Pedro Teotónio Pereira para a delicada função de “Agente Especial” do Governo Português junto do Governo de Franco. Teotónio Pereira chega a Salamanca a 19 de janeiro de 1938 encontrando uma atmosfera de grande simpatia para com os diplomatas alemães e italianos e uma atmosfera de grande hostilidade para com os diplomatas dos restantes países. Teotónio Pereira cedo começou a contrariar este ambiente e Portugal vem a ter um papel fundamental na dissuasão do alinhamento da Espanha com as Potências do Eixo, na criação do um bloco Ibérico neutro e na aproximação da Espanha aos Aliados. Este papel importantíssimo de Salazar e de Teotónio Pereira é objecto de copiosos elogios por parte de Carlton Hayes, o historiador e Embaixador Americano em Madrid durante a guerra no seu livro "Wartime mission in Spain, 1942–1945" e por parte do Embaixador Britânico, Samuel Hoare, no seu livro "Ambassador on a Special Mission".

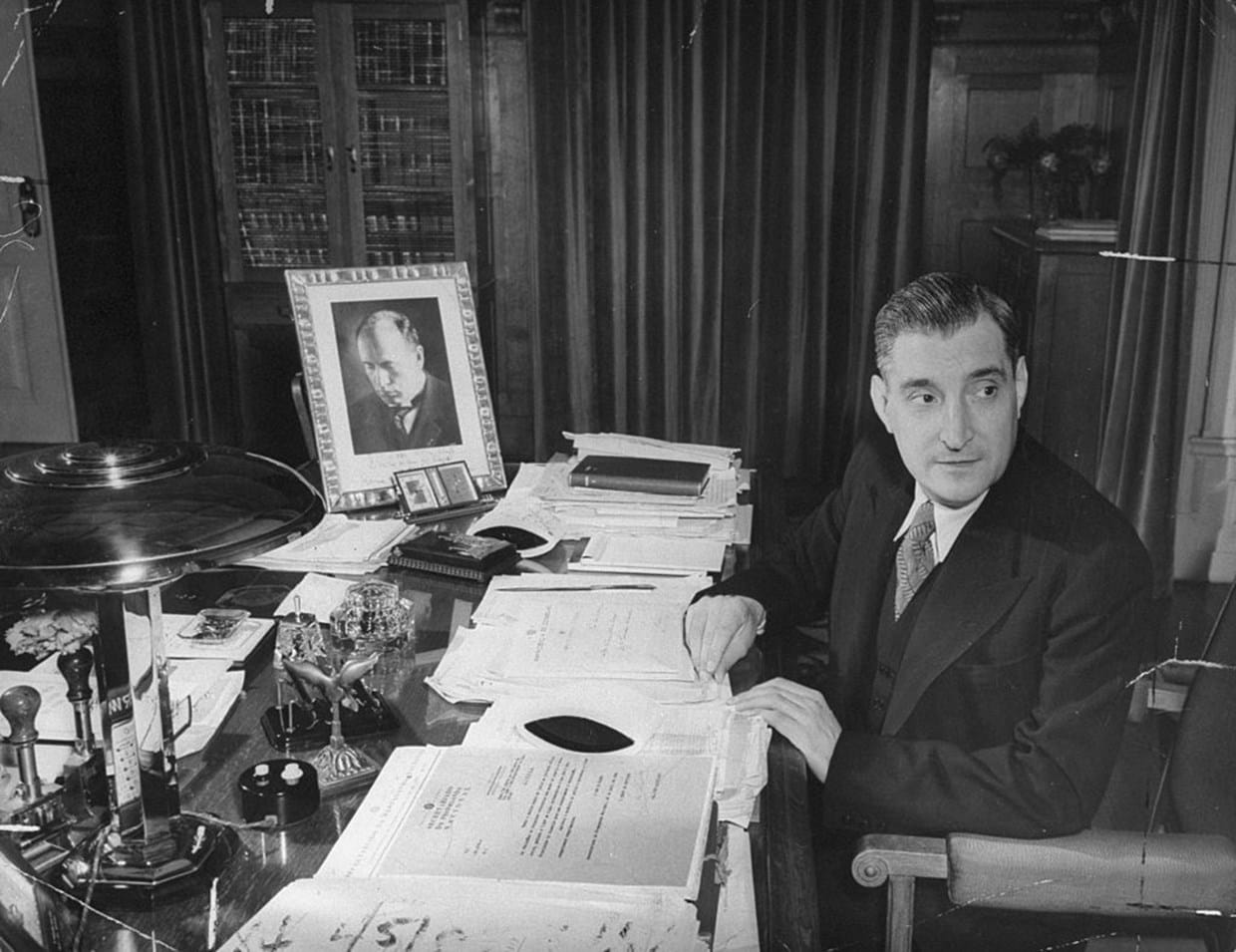
António de Oliveira Salazar sentado em sua mesa de trabalho, com retrato autografado de Mussolini.

Existem referências ao envio de forças militares, como o destacamento de voluntários denominado "viriatos". O apoio português também foi diplomático e logístico, tendo Salazar facilitado o envio de armamento para as forças franquistas na fase inicial da guerra.
Ao contrário do que durante muito tempo foi sustentado, as relações entre Franco e Salazar foram sempre muito frias e pautadas pela desconfiança. Desde o início da guerra civil que, ainda que podendo impedi-lo, a censura portuguesa permite a publicação de relatos sobre os massacres efectuados pelos franquistas em Badajoz em Agosto de 1936. Salazar permitiu também o acolhimento de refugiados de Badajoz, incluindo do seu comandante militar republicano, coronel Puigdengolas, vindo a diligenciar o envio de todos (excepto dos que preferiram juntar-se às forças franquistas) no paquete Nyassa, com escolta de uma corveta portuguesa, para Tarragona, na Espanha republicana, onde chegaram a 11 de outubro, num total de 1 550 passageiros e incluindo 49 militares republicanos.
A divulgação daquelas notícias teve um impacto tremendo no evoluir da situação espanhola e foi uma demonstração de força de Salazar perante Franco. Após a II Guerra Mundial, Salazar chegou a sugerir ao presidente norte-americano Eisenhower que Portugal não se oporia à substituição de Franco, caso o governo de Washington considerasse essa possibilidade.
Em entrevista ao jornal Francês “Le Figaro”, a 13 de janeiro de 1958, Franco afirma que: “Se o senhor me perguntar qual é o homem de Estado mais completo, mais respeitável de entre todos os que conheci, eu dir-lhe-ei: Salazar. Eis aqui um personagem extraordinário, pela sua inteligência, o sentido político, a humanidade. O seu único defeito é, talvez, a modéstia”.
Salazar nutria também uma grande admiração por outro ditador fascista, Benito Mussolini, tendo inclusivamente uma fotografia do italiano na sua secretária de trabalho.

## Atentado
Emídio Santana, anarquista e fundador do Sindicato Nacional dos Metalúrgicos, tentou assassinar Salazar em 4 de julho de 1937. Este ia a caminho da missa numa capela privada em Lisboa. Quando saía do carro, uma bomba explodiu a cerca de 3 metros, mas Salazar escapou são e salvo. O carro oficial foi então substituído por um Chrysler Imperial blindado. Hitler felicitou Salazar por ter escapado e Mussolini enviou elementos da sua guarda pretoriana com o fim de ajudar nas perseguições que se seguiriam.[ligação inativa] A PIDE lança uma caça ao homem com prisões indiscriminadas e torturas. Emídio Santana fugiu para a Grã-Bretanha, onde foi preso pela polícia britânica e entregue a Portugal. Ele foi então condenado a 16 anos de prisão.
Com o apoio da Igreja e dos mais altos clérigos, rezaram-se missas de acções de graças por todo o país; o desfecho do atentado contribuiu, em boa medida, para consolidar a imagem providencialista desde sempre associada à figura de Salazar, restaurador das finanças e condutor dos destinos da nação.

## Concordata

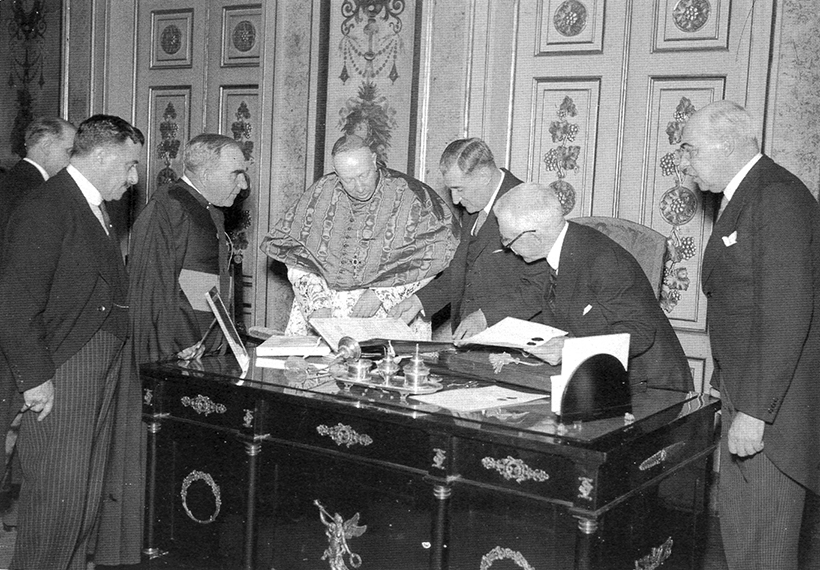
Oliveira Salazar, e o Núncio Apostólico, Cardeal Pietro Ciriaci, durante a ratificação da Concordata de 1940, no Palácio das Necessidades.

Em 1911 tinha sido publicada a "Lei da Separação do Estado das Igrejas", de Afonso Costa. Um documento que o Papa Pio X declarara nulo “como uma lei que despreza a Deus” e que “enxovalha e insulta a majestade do Pontificado Romano, o episcopado, o clero e o povo Lusitano e até os católicos todos do universo”. [carece de fontes?] Se a religião católica tinha deixado de ser a do Estado, não tinha no entanto deixado de ser a do povo, devido principalmente às aparições de Nossa Senhora de Fátima, em 1917.
Em 1940, depois de aturadas negociações, Salazar assina a Concordata entre a Santa Sé e Portugal, o culminar da aproximação entre Portugal e a Santa Sé, que tinha começado logo após o fim da I República. A questão da indemnização da Igreja Católica pela nacionalização dos seus bens durante a Primeira República foi reivindicada pela Santa Sé mas Salazar foi firme na recusa de que esses bens viessem a ser devolvidos à Igreja ou que fosse paga qualquer indemnização pela sua espoliação. Salazar impôs os seus pontos de vista, fazendo um acordo cujas benesses para a Igreja ficaram muito aquém das vantagens oferecidas noutras concordatas, como a italiana ou a espanhola, conferindo-lhe uma plasticidade que permitiu a sua persistência no ordenamento jurídico português até 2004 tendo sobrevivido ao 25 de abri de 1974 durante mais 30 anos. A Concordata sofreu apenas uma alteração, em 1975, ao artigo 24º, remetendo a indissolubilidade do casamento católico para a esfera do direito canónico e da consciência dos cônjuges, acabando assim com a proibição do divórcio civil para os casamentos católicos.
Salazar tinha aceite a contragosto a posição da Santa Sé, de indissolubilidade civil do casamento canónico tendo deixado claro que essa não era no seu juízo a melhor solução, tendo feito notar que o catolicismo em Portugal, embora entranhado, era também muitas vezes lasso e avisou que era uma questão que iria levantar fortes resistências no futuro. Curiosamente a fórmula alternativa que veio a ser consagrada na revisão deste artigo da Concordata em 1975 foi justamente a fórmula que Salazar e os seus conselheiros tinham sugerido à Santa Sé em 1937. O historiador Bruno Reis faz notar que o futuro veio a dar razão a Salazar, afirmando que o fundador de um regime que perdurou só podia conhecer bem a sociedade em que se movia.

## A Segunda Guerra Mundial

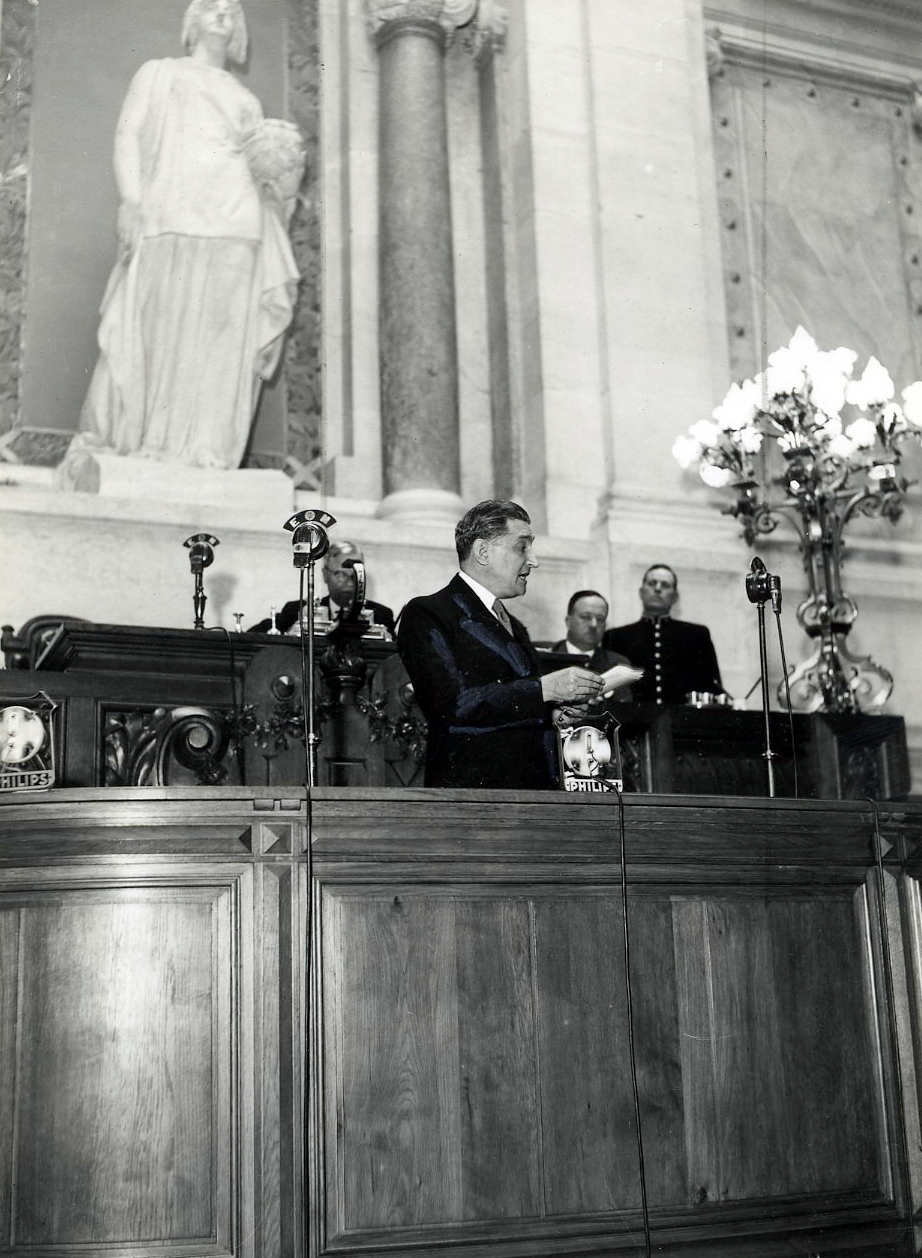
António de Oliveira Salazar discursa no encerramento da Primeira Legislatura, 28 de abril de 1938

Muito antes do início da Segunda Guerra Mundial, Salazar deixou claras as diferenças ideológicas em relação às potências do Eixo. Embora Salazar reconhecesse a sua admiração pelo Duce Italiano (de quem conservava até uma fotografia na sua secretária) Salazar, como católico, esclareceu que o Estado Novo obedecia a limitações de ordem moral que tornavam as leis portuguesas menos severas, os costumes menos policiados e o estado menos absoluto. Segundo Salazar, a violência fascista não se adaptava à brandura de costumes portugueses. Salazar distanciou-se daquilo que chamou de "cesarismo pagão" e apelidou Mussolini de oportunista, produto de um país de césares e Maquiavel.
Quanto a Hitler, Salazar reprovava o seu paganismo e receava os seus impulsos imperialistas e de expansão territorial. Em 1934, num discurso oficial, Salazar afirmou que "Portugal não se fez ou unificou nos tempos modernos nem tomou a sua forma com o ideal pagão e anti-humano de deificar uma raça ou um império". Quando questionado por António Ferro "Como vê Hitler", Salazar respondeu: "A Europa deve-lhe o grande serviço de ter recuado, com assombrosa energia, e com empolgantes músculos, as fronteiras do comunismo. Receio apenas que ele vá longe de mais no campo económico e social. Conversando com um diplomata romeno, que considerou Hitler um selvagem sem cultura, Salazar não o seguiu em tal juízo: "deitei água na fervura, apesar de tudo, Hitler era um génio político, tendo realizado uma obra colossal". Contudo, nos discursos que proferiu, Salazar procurou sistematicamente diferenciar o seu Estado Novo do totalitarismo, criticando o facto de na Alemanha e na Itália o Estado "ter em si mesmo, o seu fim e a sua razão de ser". Segundo Samuel Hoare, Embaixador Britânico em Madrid durante a guerra, Salazar era um grande pensador que detestava Hitler e toda a sua obra, dado que o seu estado corporativo era fundamentalmente diferente do estado concebido pelo Nazismo ou o Fascismo.
Segundo o pensamento de Salazar, uma vitória alemã seria um desastre para o estado de direito e para países periféricos e agrícolas como Portugal. A aversão de Salazar ao regime nazi na Alemanha e suas ambições imperiais foi apenas temperada pela sua visão do Reich Alemão como um baluarte contra a disseminação do comunismo vindo da União Soviética. Salazar tinha favorecido a causa nacionalista espanhola por receio de uma invasão comunista de Portugal, mas estava desconfortável com a perspectiva de um governo espanhol reforçado por fortes laços com as potências do Eixo. A política de neutralidade de Salazar para Portugal na Segunda Guerra Mundial incluía um componente estratégico: o país mantinha ainda territórios ultramarinos que não podia defender de ataques militares. Qualquer alinhamento com o Eixo teria levado Portugal a entrar em conflito com a Grã-Bretanha, provavelmente resultando na perda de suas colónias. Por outro lado, o alinhamento com a Grã-Bretanha colocaria em risco a segurança de Portugal no continente. Em 1 de setembro de 1939, no início da Segunda Guerra Mundial, o Governo Português anunciou que a Aliança Anglo-Portuguesa de 600 anos permaneceu intacta, mas como os britânicos não procuraram ajuda portuguesa, Portugal ficou livre para permanecer neutro no país. Em um aide-mémoire de 5 de setembro de 1939, o governo britânico confirmou o entendimento.
Um dos pilares da política de neutralidade de Salazar é a criação junto com a Espanha de um bloco Ibérico neutro. Este bloco começa a ser desenhado ainda antes da guerra. A 20 de setembro de 1938, o Embaixador de Portugal em Espanha, Pedro Teotónio Pereira, preocupado com as simpatias da Espanha Franquista para com a Alemanha e a Itália, envia um telegrama a Salazar, sugerindo-lhe que se celebrasse um "Pacto de Não Agressão" com o país vizinho. Após longas negociações, a 17 de março de 1939, é assinado em Lisboa o Tratado Luso-Espanhol de Amizade e Não Agressão (também denominado "Pacto Ibérico). Mais tarde, em 5 de julho de 1940, após a capitulação da França e com os tanques alemães nos Pirenéus, numa altura em que alguns ministros de Franco aventavam a hipótese da Espanha poder vir a entrar na guerra pelo lado do Eixo e ocupar Portugal, Salazar envia instruções para o Embaixador de Portugal em Madrid no sentido de “se poder levar um pouco mais longe o Tratado de Amizade e Não Agressão” com a Espanha. Na sequência de esforços diplomáticos desenvolvidos por Portugal, a 29 de julho de 1940 é assinado em Lisboa o Protocolo Adicional ao Tratado de Amizade e Não Agressão entre Portugal e Espanha, reiterando a neutralidade peninsular.
Com este tratado assim reforçado, os dois países que se encontravam ideologicamente em campos opostos (a Espanha como simpatizante da Itália e da Alemanha e Portugal como simpatizante da Grã-Bretanha), conseguem encontrar uma fórmula de manter a sua neutralidade na guerra. No caso de Portugal, o tratado também funcionou como um travão para aqueles que em Espanha aventavam a hipótese de Espanha ocupar Portugal, como era o caso do Ministro dos Assuntos Exteriores Espanhol e cunhado de Franco, Ramon Serrano Suñer.
Este feito de Salazar e do Embaixador Teotónio Pereira na manutenção de um bloco Ibérico neutro é reconhecido pelos aliados e é objecto de copiosos elogios por parte de Carlton Hayes, o historiador e Embaixador Americano em Madrid durante a guerra no seu livro "Wartime mission in Spain, 1942–1945" e por parte do Embaixador Britânico, Samuel Hoare, no seu livro “Ambassador on a Special Mission”. Em 1940, a Life considerou Salazar como "o maior português desde Henrique, o Navegador" e o “melhor ditador de sempre”, um "dirigente benevolente" dum povo que é apresentado como preguiçoso e apático, bebendo vinho barato noite dentro enquanto ouve o Fado. Os Britânicos não escondem as suas simpatias pelo regime de Salazar e informam-no que a Universidade de Oxford tinha decidido conferir-lhe o grau de doutor "honoris causa". O historiador Filipe de Meneses comenta que Oxford passou um cheque em branco à máquina de propaganda do regime. Passado pouco tempo Winston Churchill escreve a Salazar felicitando-o pela sua capacidade de manter Portugal fora da guerra acrescentando que "tal como em muitas outras ocasiões ao longo dos muitos séculos da aliança anglo-portuguesa, os interesses britânicos e portugueses são idênticos nesta questão vital". Em visita a Lisboa o diplomata Britânico, Sir George Rendell, que havia estado em Lisboa durante a primeira guerra mundial, faz um balanço entre o Portugal das duas guerras e afirma que tinha sido bem mais difícil lidar com o Portugal aliado da Primeira Guerra Mundial do que com o Portugal ordeiro e neutro do Professor Salazar.
A estratégia de neutralidade é um imperativo da diplomacia por forma a não provocar a hostilidade nos beligerantes e Salazar não tolerou desvios dos diplomatas que arriscaram a sua política externa. Quando o cônsul português, Aristides de Sousa Mendes, em Bordéus concedeu indiscriminadamente vistos em grande quantidade, sem a prévia consulta a Lisboa, ignorando instruções do Ministério dos Negócios Estrangeiros, e na sequência de uma queixa formal da Embaixada Britânica segundo a qual o cônsul português estava a protelar a passagem de vistos para fora do horário de expediente, para poder receber mais emolumentos e que, adicionalmente, em pelo menos um caso tinha exigido uma contribuição indevida para um fundo de caridade, Salazar foi implacável com ele e chamou-o a Lisboa.
Não obstante a política obstinada de neutralidade, passados dois dias de Sousa Mendes ter sido exonerado, Salazar autorizou a que os escritórios da HICEM fossem transferidos de Paris para Lisboa. Decorridos mais alguns dias, na eminência de um ataque a Gibraltar, Portugal aceitou acolher na Madeira cerca de 2 500 refugiados gibraltinos, na sua maioria mulheres e crianças que chegaram ao Funchal entre 21 de julho e 13 de agosto de 1940. Foram acomodados em hotéis, pensões e casas particulares e aí permaneceram até ao fim da Guerra. 
Em novembro de 1943, o embaixador britânico em Lisboa, Sir Ronald Campbell escrevia, parafraseando Salazar, que a "estrita neutralidade era o preço que os aliados pagavam por benefícios estratégicos advindos da neutralidade de Portugal" e que se a neutralidade em vez de ter sido rigorosa tivesse sido mais benevolente a favor da Grã-Bretanha, a Espanha inevitavelmente ter-se-ia lançado de corpo e alma nos braços da Alemanha e, se isso tivesse acontecido, a península teria sido ocupada, seguindo-se a ocupação do Norte de África e o curso da guerra teria sido alterado para a vantagem do Eixo. 
A manutenção da neutralidade portuguesa nem sempre foi bem aceite pelas duas partes da contenda, tendo a questão do volfrâmio sido de particular delicadeza. Nos primeiros anos da guerra Salazar estava convencido de que caso não vendesse volfrâmio aos alemães estes viriam buscá-lo pela força e por outro lado Portugal necessitava desesperadamente de importar da Alemanha fertilizantes agrícolas e aço, mercadorias que os aliados não estavam em condições de vender a Portugal. Com o ano de 1944 Londres intensifica as pressões para que Portugal pare de vender à Alemanha o volfrâmio que Portugal também vendia à Grã-Bretanha e aos Estados Unidos. Quando a pressão sobre Portugal se torna insustentável e não obstante Salazar ter por "indigno ceder a uma pressão exterior" e considerando uma violação da neutralidade vender volfrâmio apenas a um dos lados beligerantes, Salazar aceita o pedido dos Britânicos em nome da aliança mas por virtude da neutralidade opta pela suspensão das vendas a ambos os lados da contenda, prescindindo assim de uma importante fonte de receita para os cofres do Estado.
Salazar, segundo Kay, não era o tipo de homem para oportunisticamente saltar para o lado vencedor e por uma questão de princípio manteve a neutralidade portuguesa até ao último dia da guerra — Hugh Kay observa que a sua abordagem geral foi tentar atender ambos os lados do conflito em proporções consistentes com a sua alegação de neutralidade. Esta obsessão de Salazar pela estrita neutralidade, leva a que Teixeira de Sampaio, Secretário-Geral do Ministério dos Negócios Estrangeiros, seguindo as praxes diplomáticas para falecimentos de chefes de estado com os quais Portugal mantinha relações diplomáticas, após o suicídio de Hitler, mandou colocar as bandeiras portuguesas a meia haste durante 3 dias, único país do mundo que o fez. O luto provocou "uma onda de protestos internacionais e grande escândalo interno", escreve o historiador Fernando Rosas. Passados oito dias do luto nacional, Salazar ordenou que não se fizessem mais referências públicas ao assunto. Contudo, de acordo com a historiadora Irene Pimentel, Salazar não era um "pró-nazi", era mais um "conservador católico" e o seu regime não teve "a componente racista e anti-semita".
Na sequência destes acontecimentos Teixeira de Sampaio apresentou um pedido de demissão a Salazar. Imperturbável, este responde-lhe com uma nota curta contendo um provérbio: "hora a hora, Deus melhora".
Por forma a manter a neutralidade Portuguesa e poupar Portugal aos horrores da guerra Salazar viu-se obrigado, ao longo da guerra, a envolver-se em aturadas negociações políticas, militares e económicas, o que lhe exigiu um enorme esforço físico, sendo visíveis os sinais de envelhecimento no seu aspecto quando a guerra se aproximou do seu final.

### Salazar e os judeus durante a guerra
Salazar sempre se manifestou contra o anti-semitismo nazi. Em 1937, publicou uma compilação de textos (“Como se Levanta um Estado”) onde criticou os fundamentos das leis de Nuremberga e considerou lamentável que o nacionalismo alemão estivesse vincado por características raciais. E em 1938, sai em defesa dos judeus portugueses, dando instruções à embaixada na Alemanha, para que os interesses dos judeus portugueses sejam defendidos com diplomacia mas com muita firmeza.

A política de Salazar desde o início das perseguições aos judeus na Alemanha foi a de autorizar a sua entrada desde que pudessem deixar o país rapidamente, ou seja, uma política de trânsito para outros países, principalmente os Estados Unidos e o Brasil. Isto não era devido ao facto de eles serem judeus, mas de serem potenciais motivos de tensão com a Alemanha, que Salazar temia, ou serem agitadores políticos e subversivos. No que toca aos judeus portugueses, 
“a política de imigração selectiva que Portugal aplicou aos judeus não afectou a situação nem o estatuto dos judeus sefarditas ou dos imigrantes asquenazitas da Europa oriental que constituíam a Comunidade Israelita de Lisboa, os judeus que possuíam nacionalidade portuguesa eram tratados de forma igual a todos os outros cidadãos”.
Com o início da guerra, e não obstante a fiscalização e o rigor nas fronteiras serem cada vez mais apertados, todas estas medidas acabariam por falhar amplamente já que, às entradas clandestinas, juntar‐se‐iam a falsificação de documentos e as falsas declarações. Para por cobro aos procedimentos irregulares que, na época, se verificavam em muitas das embaixadas portuguesas, Salazar assina a Circular n.º 14 do MNE, distribuída a 11 de novembro de 1939, que obrigava os serviços consulares a consultar a PVDE, e o Ministério antes de concederem vistos. Por outro lado, a partir de 1940, os pedidos de vistos dos consulados passariam a ser indeferidos a polacos, apátridas, russos, judeus, checos, “ex-alemães”, a holandeses, a belgas em idade militar, e ainda àqueles que pretendessem trabalhar em Portugal. A Circular 14 afirmava explicitamente que não tinha qualquer intenção de obstruir ou atrasar a concessão de vistos a passageiros em trânsito para outros países, utilizando Lisboa, como ponto de embarque. Ou seja, os consulados ficavam autorizados a conceder com autonomia vistos para Portugal em todos aqueles casos em que o passageiro demonstrasse ter um bilhete de saída do território português bem como um visto de entrada no país de destino, o que num clima de guerra eram condições difíceis de obter.
Esta Circular 14 tem sido muito criticada, sobretudo por aqueles que querem atacar o Estado Novo, mas é justo que se diga que as regras estabelecidas por esta circular eram bem menos restritivas que a de outros países, como é o caso da Suécia, Suíça, Estados Unidos, etc. e Canadá, é o caso mais extremo da Grã-Bretanha que logo a seguir à declaração de guerra, cancelou por completo a concessão de vistos, com receio da entrada de inimigos infiltrados. Portugal tal como os outros países tentava proteger-se de entradas indiscriminadas de eventuais agitadores políticos, criminosos, apátridas, etc. Por outro lado, como escreve Avraham Milgram, Portugal, país pobre, não tinha condições de receber hordas de refugiados.
Contrariando as instruções de Salazar, Aristides de Sousa Mendes, cônsul português em Bordéus, concedeu vistos em grandes números, diz-se que a 30 mil, mas segundo Avraham Milgram, historiador da Yad Vashem, num estudo publicado em 1999 pelo Shoah Resource Center, International School for Holocaust Studies, a diferença entre o mito dos 30 mil e a realidade é grande; embora o número real não seja conhecido, estima-se em alguns milhares abaixo. No entanto, Milgram conclui que a maioria dos judeus que, no verão de 1940, conseguiu atravessar os Pireneus e a Espanha para a fronteira portuguesa, o fizeram graças a Sousa Mendes.
A desobediência de Sousa Mendes também incluiu o crime de falsificação de documentos, para o casal luxemburguês Miny, em maio de 1940, quando o Exército Francês ainda resistia heroicamente à invasão alemã. Paul Miny está em idade militar, enfraquecido por uma cirurgia recente, e quer fugir da mobilização para um exército luxemburguês que estava a ser organizado em França — o Luxemburgo já estava sob ocupação nazi. Sousa Mendes, conhece a mulher, uma portuguesa de nascimento, e quer ajudá-la, decide então falsificar os documentos e fazer Paul passar por cidadão português, o que lhe permitirá, iludindo as autoridades fronteiriças francesas, escapar à mobilização. Nesta altura Aristides arriscou-se bastante, a falsificação de documentos é um crime grave, punível com a pena de prisão. O facto de Aristides ser funcionário público constituía uma agravante. Mais tarde no processo disciplinar que lhe é movido, a acusação decide desviar o olhar deste incidente, poupando Sousa Mendes a uma condenação certa, considerando-o um caso fora do âmbito das competências do MNE, ou seja, um caso de polícia e justiça. Quanto a Aristides, defende estes seus atos por razões de humanidade, tal como todos os outros.
Em muitos artigos de jornais e livros, tem vindo a ser publicado que Sousa Mendes, com 14 filhos para sustentar, foi expulso da carreira e privado da sua reforma, vindo a morrer na miséria. No entanto, em 1940 os 12 filhos, vivos, de Aristides, já eram na sua maioria adultos, apenas 4 ainda eram menores. Destes quatro, três eram legítimos e o quarto, a futura Marie-Rose, ainda se encontrava no ventre da amante francesa de Sousa Mendes, Andrée Cibial. Na verdade, Aristides Sousa Mendes pôde usufruir, até à sua morte em 1954, de um salário completo de cônsul de 1.ª classe, 1,593$30 Escudos mensais, muito acima da média nacional da época o que dificilmente se poderá considerar miséria. Rui Afonso, um dos biógrafos de Aristides, chama-nos mesmo a atenção para o facto de que embora o salário de Aristides não pudesse ser considerado principesco a verdade é que na época correspondia ao triplo do salário de um professor. As provas de que Aristides sempre recebeu o seu salário de cônsul até ao fim dos seus dias, podem ser hoje encontradas online no site do Ministério das Finanças, que disponibiliza o registo de todos os pagamentos feitos a Aristides ao longo de toda a sua carreira.
Em 1966 o Yad Vashem em Israel, presta homenagem a Aristides, atribuindo-lhe o título de "Justo entre as nações".
O caso de Aristides de Sousa Mendes está longe de ser único entre diplomatas e funcionários consulares portugueses. A passagem de vistos em desobediência à Circular 14 foi generalizada, e foi praticada por diplomatas e cônsules portugueses de todos os quadrantes políticos. Tais foram, por exemplo, os casos de Veiga Simões, embaixador em Berlim, que desprezava os nazis, o do Cônsul honorário em Milão, Giuseppe Agenore Magno e do cônsul em Génova, Alfredo Casanova.
Salazar também permitiu que muitas organizações sionistas de apoio a estes judeus se estabelecessem e operassem em Portugal.
É impossível calcular com exactidão o número de refugiados que puderam beneficiar da neutralidade e hospitalidade de Portugal. Mas os números são impressionantes. As estimativas vão desde 100 mil até 1 milhão, notável para um país cuja população rondava os 6 milhões.
Menos mediáticos, mas heróicos, são os casos ocorridos em Budapeste, em 1944, ano da invasão da Hungria pelas tropas alemãs, de dois diplomatas portugueses, com a anuência e apoio de Salazar. Sampaio Garrido, ministro plenipotenciário em Budapeste, sensibilizado com os perigos que os judeus corriam no território húngaro após a invasão alemã, concedeu asilo diplomático a judeus na Embaixada Portuguesa, concedeu passaportes provisórios e vistos colectivos. Em abril de 1944, respondendo a um pedido dos aliados para reduzir o nível de representação diplomática em Budapeste, Oliveira Salazar destitui Sampaio Garrido deixando no seu lugar o Encarregado de Negócios, Teixeira Branquinho. Teixeira Branquinho obteve então de Salazar a autorização para atribuir passaportes portugueses a judeus húngaros, que provassem ter tido nos últimos anos “quaisquer espécie de relações morais, intelectuais ou comerciais com Portugal ou com o Brasil” (país que Portugal representava diplomaticamente). Ao todo, com autorização de Salazar, Branquinho emitiu cerca de 1 000 documentos de protecção, dos quais 700 passaportes provisórios sem indicação de nacionalidade portuguesa, conforme exigência de Salazar para que, mais tarde, a não pudessem reclamar. Sampaio Garrido e Teixeira Branquinho nunca tiveram a projecção mediática de Sousa Mendes, provavelmente porque foram autorizados por Salazar e não teriam qualquer utilidade política no ataque ao Estado Novo. Sampaio Garrido recebeu, a título póstumo, a medalha de “Justo entre as Nações” pela sua acção de protecção e salvamento de judeus húngaros. A distinção foi decidida em 2 de fevereiro de 2010, pelo Yad Vashem — Autoridade Nacional para a Memória dos Mártires e Heróis do Holocausto criada em 1953 pelo Estado de Israel.

### Papel dos Açores
Historicamente as ilhas atlânticas sempre foram geograficamente vitais para o domínio do oceano Atlântico e com o advento da aviação essa importância aumentou. Perante a possibilidade de uma invasão alemã o Governo de Salazar planeia fazer uma retirada estratégica, instalar-se nos Açores e aí garantir a soberania portuguesa. Entre o final de 1940 e maio de 1941, o Governo Português mobilizou reforços significativos do Continente e, também, das forças locais a fim de aumentar os efetivos de defesa dos Açores. A partir de maio, Salazar começou a enviar militares em massa para os Açores.
Em 1943 a navegação no Atlântico Central estava ameaçada pelos U-boats alemães, que estavam bem presentes na zona dos Açores e afundavam muitos dos navios Aliados, principalmente os que iam em direção ao Norte de África e a Itália. Na Cimeira de Trident, em maio de 1943, que reuniu em Washington, Roosevelt, Churchill e os chefes militares dos dois países foi decidida a invasão dos Açores.
Com os Açores cada vez mais importantes, o Presidente Roosevelt ordena que seja preparada a Operação Alacrity cujo principal objetivo era a ocupação dos Açores por razões estratégicas. A operação não chega a ser executada porque o embaixador britânico em Lisboa, Ronald Campbell, juntamente com Anthony Eden, convence Churchill e Roosevelt a optarem pela via diplomática. A opção defendida por Ronald Campbell acaba por triunfar. A Inglaterra invoca a Aliança Luso-Britânica e Salazar concede o estabelecimento de bases militares Britânicas (mas não Americanas) nos Açores.
Os Estados Unidos não ficaram satisfeitos com o acordo luso-britânico de 1943, uma vez que este não previa a possibilidade de as forças norte-americanas terem acesso directo à base inglesa. As negociações entre Portugal e os Estados Unidos para a concessão de facilidades nos Açores foram longas e complexas, demorando praticamente um ano a concluir. Inicialmente conduzidas pelo jovem chargé d'affaires em Lisboa, George Kennan, o acordo final entre os dois governos seria assinado a 28 de novembro de 1944 por Salazar e pelo embaixador Henry Norweb. Portugal concedia aos Estados Unidos a utilização sem restrições da base aérea de Santa Maria. Salazar negocia como contrapartida o fornecimento de armamento (poderia a Alemanha vir a atacar Portugal) e a garantia da restituição da soberania portuguesa a Timor no fim da guerra, (Timor tinha sido invadido pelos aliados neerlandeses e australianos, invocando necessidades defensivas) e posteriormente pelos japoneses. Salazar também conseguiu por parte dos Estados Unidos o compromisso formal de respeitarem a soberania portuguesa em todas as colónias portuguesas.

### Rescaldo da neutralidade portuguesa
A posição da neutralidade de Portugal e a consequente abertura dos canais diplomáticos e comerciais com ambas as partes beligerantes, a balança comercial portuguesa manteve saldo positivo durante boa parte do conflito, nomeadamente nos anos de 1941, 1942 e 1943. Nestes anos, as exportações ultrapassaram as importações, facto que não se verificava desde dezenas de anos, e que até 2013 não se voltou a verificar. Esta hábil gestão da neutralidade trouxe-lhe, no final da guerra, os benefícios da paz sem ter de pagar o preço da guerra. Portugal foi uma das poucas zonas de paz num mundo a "ferro e fogo", serviu de refúgio a muitas pessoas de várias proveniências. Um desses refugiados foi o arménio Calouste Gulbenkian, que permaneceu no país tendo legado uma das mais importantes instituições ao serviço da cultura em Portugal. Esta situação económica conseguiu também atenuar os problemas provocados pela Guerra Civil Espanhola (1936–1939) e pela própria Segunda Guerra Mundial, que trouxeram problemas de escassez de géneros (Portugal era deficitário quanto a alimentos) e a inflação que disparou.
Em Portugal, embora alguns apontassem méritos a Salazar no que respeita à reorganização financeira, à restauração económica e à defesa da paz, muitos entenderam que tinha chegado a oportunidade de mudança política.

## Persistência do regime após o término da 2.ª Guerra Mundial
Com o fim da Segunda Guerra Mundial, e o triunfo dos Aliados, muitos esperavam que em Portugal se estabelecesse uma democracia. Tal não aconteceu, e as duas ditaduras ibéricas, a de Franco e Salazar, permaneceram.
Em setembro de 1945, o Governo dissolveu a Assembleia Nacional e anunciou eleições para novembro, "tão livres como na livre Inglaterra" conforme as conhecidas palavras de Salazar na ocasião, com possibilidade de participação de outros grupos políticos. Foi assim criado o M.U.D. (Movimento de Unidade Democrática), em outubro desse ano, com a devida autorização do Governo. Era um movimento que aglomerava socialistas, marxistas, socialistas cristãos e outras várias tendências da oposição. Durante o período eleitoral, houve um abrandamento da censura, que serviu para revelar um crescente descontentamento de uma parte importante da população.
O M.U.D., desejando ter tempo para melhor se organizar com vista ao acto eleitoral, pediu o adiamento das eleições. Quando Salazar recusou, a oposição decidiu abster-se de participar, e assim foram eleitos todos os elementos que tinham sido propostos pela União Nacional. Após este episódio de falsa abertura, o governo usou as listas de apoio ao M.U.D. para prender centenas de pessoas, demitir muitas de cargos públicos e colocar sob vigilância policial muitas outras. Em janeiro de 1948 o M.U.D. foi ilegalizado.
Em 22 de julho de 1946, a revista Time faz capa de Salazar, e num artigo intitulado «Portugal, how Bad is the Best», de tom muito pouco favorável, descreveu-o como «o decano dos ditadores europeus» que comandava «uma terra melancólica de gente empobrecida, confusa e assustada».
Nas eleições presidenciais seguintes, em 1949, a oposição apresentou como candidato o General Norton de Matos. Sem garantias de liberdade de voto e sem conseguir a revisão dos cadernos eleitorais, este desistiu poucos dias antes das eleições. Deste modo foi eleito o candidato do regime, Óscar Carmona. Mais uma vez, após as eleições, seguiu-se uma vaga de detenções e perseguições.
Nas eleições presidenciais que tiveram lugar em 1958, a oposição democrática desta vez apresentou o general Humberto Delgado como candidato. Mais uma vez, a oposição era uma mistura das mais variadas tendências: incluía personagens que já tinham figurado ainda mais à direita do regime, como Rolão Preto, o fundador dos "camisas azuis" — o Movimento Nacional-Sindicalista. O próprio H. Delgado tinha saído das fileiras do sistema salazarista, de que tinha sido um dos defensores mais radicais.
O candidato apresentado pelo regime foi o Almirante Américo Thomaz, um homem soturno, figura meramente simbólica, que se tornou objecto frequente de chacota popular pelos seus enormes desastres oratórios.
H. Delgado, desta vez, levou as eleições até ao fim. Logo no início de campanha, numa conferência de imprensa, em 10 de maio de 1958, no café da capital Chave d'Ouro, em resposta a uma pergunta sobre o que faria com Salazar se fosse eleito respondeu com a famosa frase: "Obviamente, demito-o!", que desencadeou reações furiosas do regime e da imprensa controlada por si. A campanha de Delgado juntava multidões entusiasmadas em todo o lado. Depois dum comício no Porto, onde o número de pessoas surpreendeu o próprio candidato, regressou a Lisboa em 16 de Maio. Uma multidão esperava-o na estação de caminho de ferro de Santa Apolónia, mas nessa altura já o mecanismo policial estava a postos, e impediu qualquer contacto, tendo Delgado sido escoltado até sua casa pela polícia. Os seus apoiantes tentaram então ir, pacificamente, até à sua sede de campanha, mas foram dispersados pela GNR e polícia, que abriram fogo. Houve feridos e falou-se de mortos, mas o número real é desconhecido. A 17 de maio, uma nota oficiosa de Salazar culpou a oposição pelos acontecimentos e avisou que quaisquer tentativas subversivas de desestabilizar a ordem teriam a resposta de "maior severidade".
A 18 de Maio, em Lisboa, repetiram-se cenas semelhantes, mas ainda com mais gravidade. Polícia, GNR a cavalo e agentes da PIDE utilizaram armas de fogo contra civis num comício. A Time contou 33 feridos, a Reuters falava em oitenta. De novo o regime culpou a oposição.
A 8 de junho de 1958 tiveram lugar as eleições fraudulentas, com o óbvio vencedor: Américo Thomaz. Após o acto eleitoral, houve novamente um crescendo da repressão; muitos dos seus partidários foram demitidos ou presos, e Delgado foi também imediatamente demitido, tendo de solicitar asilo político à embaixada do Brasil, em 12 de janeiro de 1959, num imbróglio que acabou por motivar também a demissão do embaixador brasileiro Álvaro Lins. Para acabar com os sobressaltos, o regime modificou a Constituição em agosto de 1959, passando o Presidente a ser eleito por um colégio eleitoral reduzido. Delgado seria assassinado pela PIDE em 1965.

Em novembro de 1965, a revista Time escreveu sobre Salazar: 
"A cada quatro anos, o primeiro-ministro Oliveira Salazar preserva a imagem de Portugal como uma democracia, sacudindo a poeira de alguns líderes "oposicionistas" selecionados e relaxando os controles policiais apenas por algumas semanas, para concorrerem à Assembleia Nacional de 130 lugares. Há algumas rachas na fachada. A Assembleia funciona apenas como um carimbo. Os candidatos da oposição são geralmente homens frágeis que sobraram de um regime que foi desacreditado e derrubado há quatro décadas, e Salazar decide sobre o que o que eles podem e não podem falar."

## Política externa após a Segunda Guerra Mundial

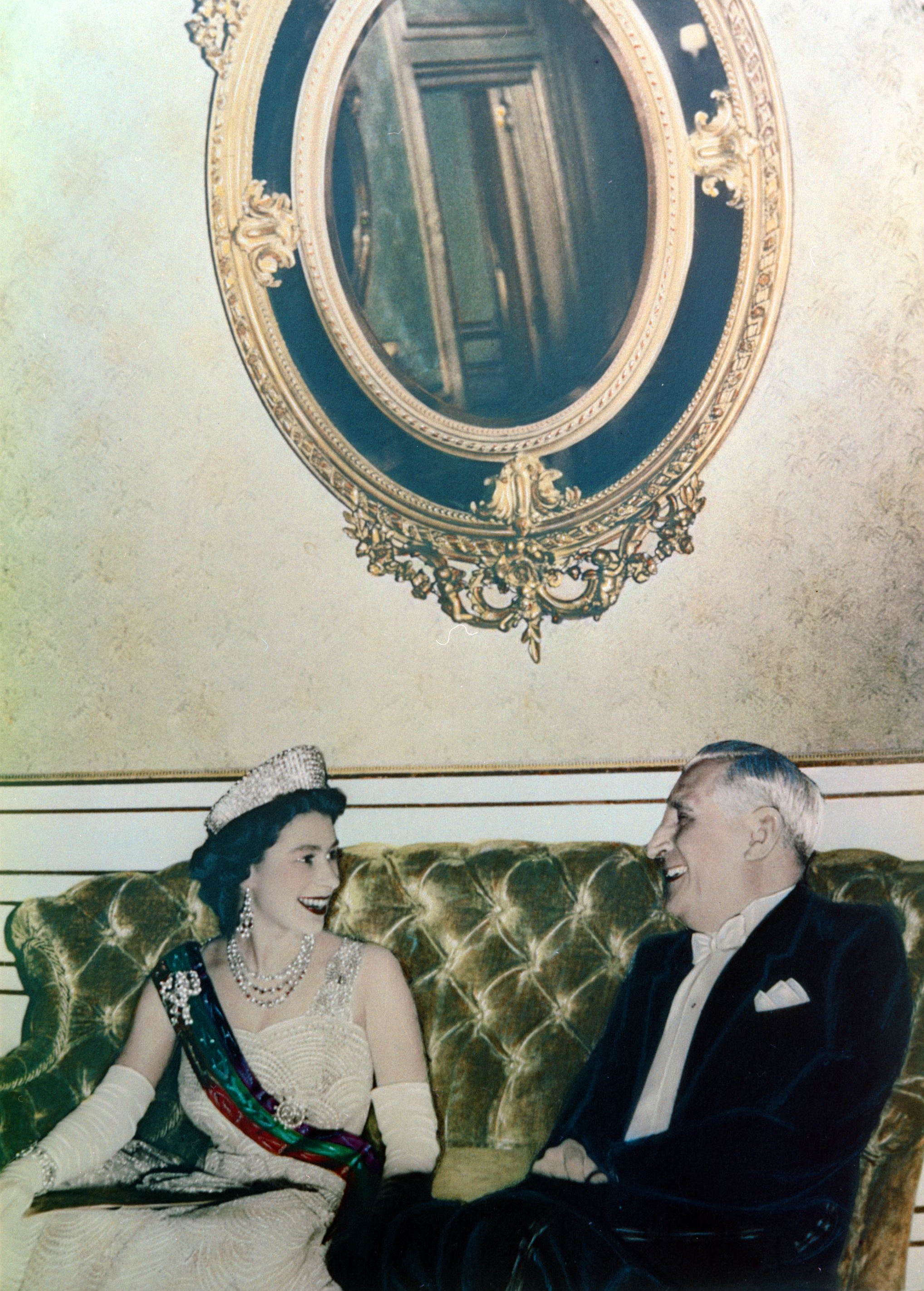
Visita da Rainha Isabel II, encontro com Oliveira Salazar num intervalo da gala em São Carlos.

Uma vez terminada a Segunda Guerra Mundial, e apesar da sua aversão às democracias, Salazar dirigiu a política externa portuguesa claramente para o "bloco Ocidental", como já tinha sido patente nos últimos anos da Guerra pela cada vez maior colaboração com os Aliados, que incluiu a cessão da Base das Lajes.
Desde o exterior, EUA, Reino Unido e França percecionaram o regime Salazarista como um regime autocrático, benévolo, de repressão muito moderada, muito diferente do regime franquista, o que permitiu a Portugal ganhar um estatuto de aliado e ser membro fundador das principais organizações ocidentais do pós-guerra.
Do ponto de vista militar, Portugal foi membro fundador da NATO em 1949 ao lado do Reino Unido, sempre visto por Salazar como o tradicional aliado de Portugal.
Do ponto de vista de integração económica, foi também membro fundador em 1960 da Associação Europeia de Comércio Livre (EFTA no seu acrónimo em Inglês), juntamente com a Áustria, Dinamarca, Noruega, Suécia, Suíça e Reino Unido. Isto permitiu uma maior abertura ao comércio internacional da economia Portuguesa que, deste modo, cresceu exponencialmente nos anos que se seguiram. Entre 1960 e 1972 o volume do comércio externo Português quadruplicou. Nesse ano já cerca de 70% do comércio externo da Metrópole era feito com os outros estados membros da EFTA, representando as colónias uma percentagem bem mais diminuta. A entrada de Portugal na EFTA esteve na base do período de maior crescimento económico de Portugal no século XX. Entre 1960 e 1973 o rendimento nacional por habitante cresceu a uma média superior a 6,5% ao ano.
Apesar de não ter relações diplomáticas com países do bloco Comunista, manteve relações comerciais quer com a República Popular da China, que durante as décadas de cinquenta e sessenta fazia uma boa parte do seu comércio externo através de Macau, e outros países Socialistas Asiáticos.
Em 1961, no seguimento da invasão do Estado Português da Índia corta relações diplomáticas com a União Indiana.
Nesse mesmo ano, tem início a Guerra Colonial. Nos termos da Resolução 1514 da Assembleia Geral das Nações Unidas, a ONU e muitos dos seus Estados membros começam a pressionar o governo de Salazar para acelerar a descolonização. Este recusa a descolonização mas colabora sempre com o Comité de Tutela das Nações Unidas. Desde a adesão de Portugal à ONU e colocação das colónias Portuguesas na lista de territórios sob tutela, que o governo de Salazar providencia anualmente estatísticas e dados nos quais demonstra os esforços portugueses em melhorar a vida das populações dos territórios ultramarinos portugueses. Nessa altura são fundadas as primeiras Universidades na África Portuguesa, bem como uma rede de escolas e hospitais que ainda corresponde hoje em dia, com poucas alterações, às redes escolar e hospitalar dos países independentes que formavam o Império Português.

### O escândalo do Ballet Rose
A 10 de dezembro de 1967 Portugal é abalado por notícias na imprensa britânica sobre um hediondo esquema de pedofilia, prostituição e abuso de menores envolvendo altas figuras do Estado Novo: o caso “Ballet Rose”.
O ministro da Justiça Antunes Varela demitir-se-á em protesto contra o encobrimento do escândalo de corrupção de menores que Salazar silenciou, expulsando e proibindo de entrar no país advogados e jornalistas estrangeiros. Francisco Sousa Tavares e Urbano Tavares Rodrigues são presos durante três meses pelo seu envolvimento na denúncia deste escândalo, saindo em liberdade em março de 1968. Mário Soares, acusado de espalhar notícias falsas sobre Portugal no estrangeiro e de ser a fonte da notícia dos periódicos internacionais, passou o Natal em isolamento na cadeia de Caxias, e a seguir foi deportado para São Tomé.

## Guerra colonial

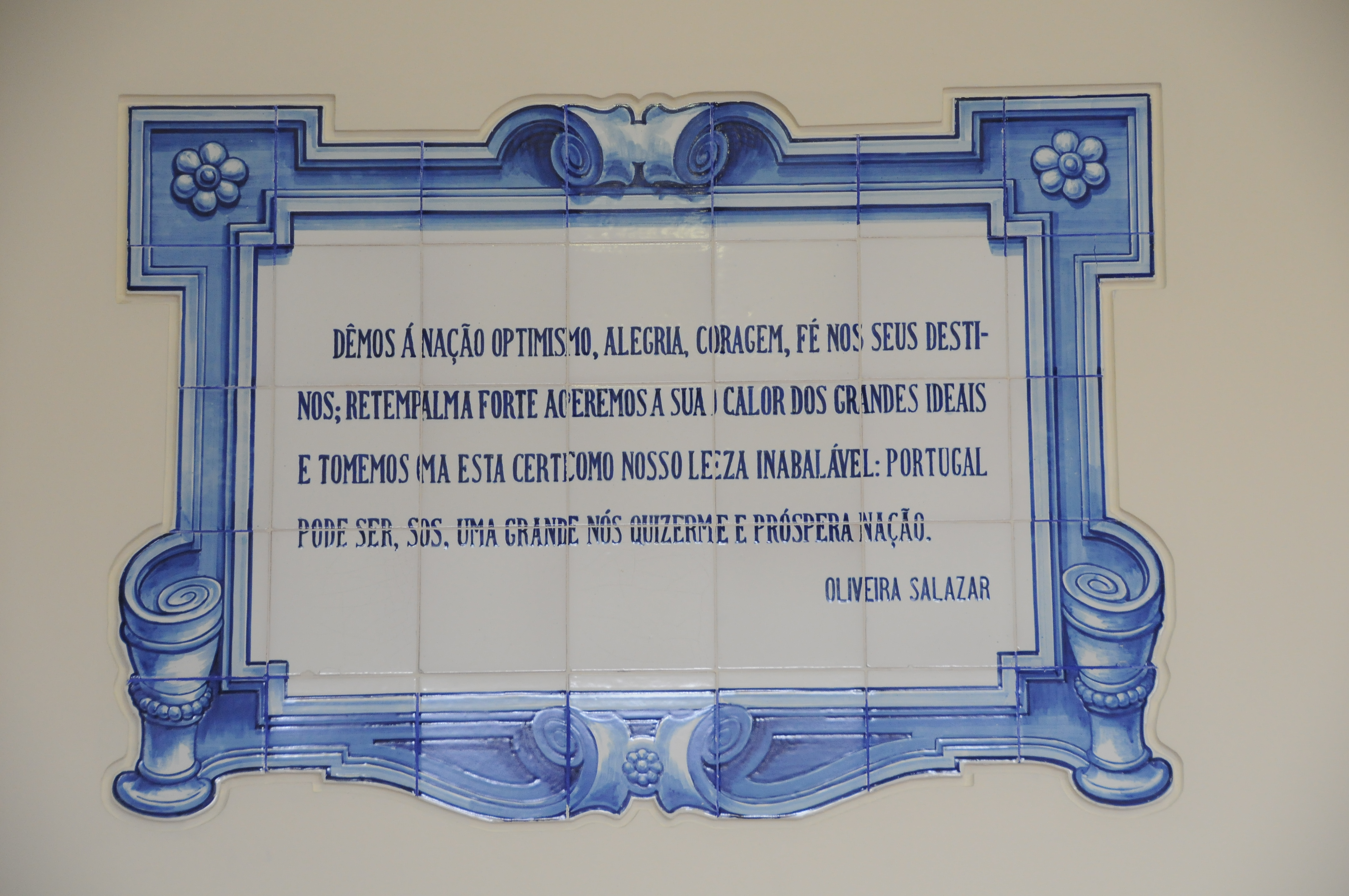
Frase de Salazar, 1932, em azulejos de Jorge Colaço: "Dêmos à nação optimismo, alegria, coragem, fé nos seus destinos; retemperemos a sua alma forte ao calor dos grandes ideais e tomemos como nosso lema esta certeza inabalável: Portugal pode ser, se nós quisermos, uma grande e próspera nação."

Desde o final da Segunda Guerra Mundial, em 1945, que a comunidade internacional e a ONU vinham a defender a implementação de uma política de descolonização em todo o mundo. O Estado português recusou-se a conceder a autodeterminação aos povos das regiões colonizadas. Salazar, praticando uma política de isolacionismo internacional sob o lema Orgulhosamente sós, levou Portugal a sofrer consequências extremamente negativas a nível cultural e económico.
No mês de março de 1961, no norte de Angola acaba por estalar uma sangrenta revolta, com o assassínio de colonos civis, incluindo mulheres e crianças. A chacina merece de Salazar a resposta: Para Angola rapidamente e em força. Defensor de uma política colonialista, Salazar alimenta as fileiras da guerra colonial, que se espalha à Guiné e a Moçambique, com o propósito de manter as chamadas províncias ultramarinas sob a bandeira portuguesa.
Neste particular, o da defesa do colonialismo, Salazar e grande parte da oposição estavam de acordo. Apenas o Partido Comunista, e só a partir de meados de 1950, por influência Soviética, começa a defender a descolonização. A defesa de um Portugal Ultramarino foi sempre suportada pelas mais destacadas figuras da oposição, nomeadamente, João Soares (pai de Mario Soares), que foi Ministro das Colónias, e também os autodenominados “republicanos de tendência socialista” da revista de intervenção doutrinária e política, Seara Nova, que proclamavam que “A Seara Nova entende que a finalidade ideal da nação, maior e profunda razão da sua independência, se liga indissoluvelmente à missão colonizante e, por consequência, à posse dos seus domínios do ultramar. Destarte, qualquer perigo que impenda seriamente sobre as colónias portuguesas, conturba e ameaça a vida de Portugal, no jogo íntimo das suas energias e aspirações essenciais". Até o General Norton de Matos, líder da oposição ao Estado Novo, apoiado por Mário Soares, em 1953, no seu livro "África Nossa", defendeu que Portugal tem “pois de povoar essas terras, intensa e rapidamente, com famílias brancas portuguesas e continuar a assimilar os habitantes de cor que lá encontramos. Assimilação completa, material e espiritual“.
A guerra colonial teve como consequências milhares de vítimas entre os povos que acabariam por se tornar independentes e entre portugueses. Teve forte impacto económico em Portugal, e nas colónias, aonde o desenvolvimento económico foi muito acelerado em tempo de guerra; mas abalou as estruturas políticas e sociais do País, tendo sido uma das causas da queda do regime e do 25 de Abril.

## Últimos anos

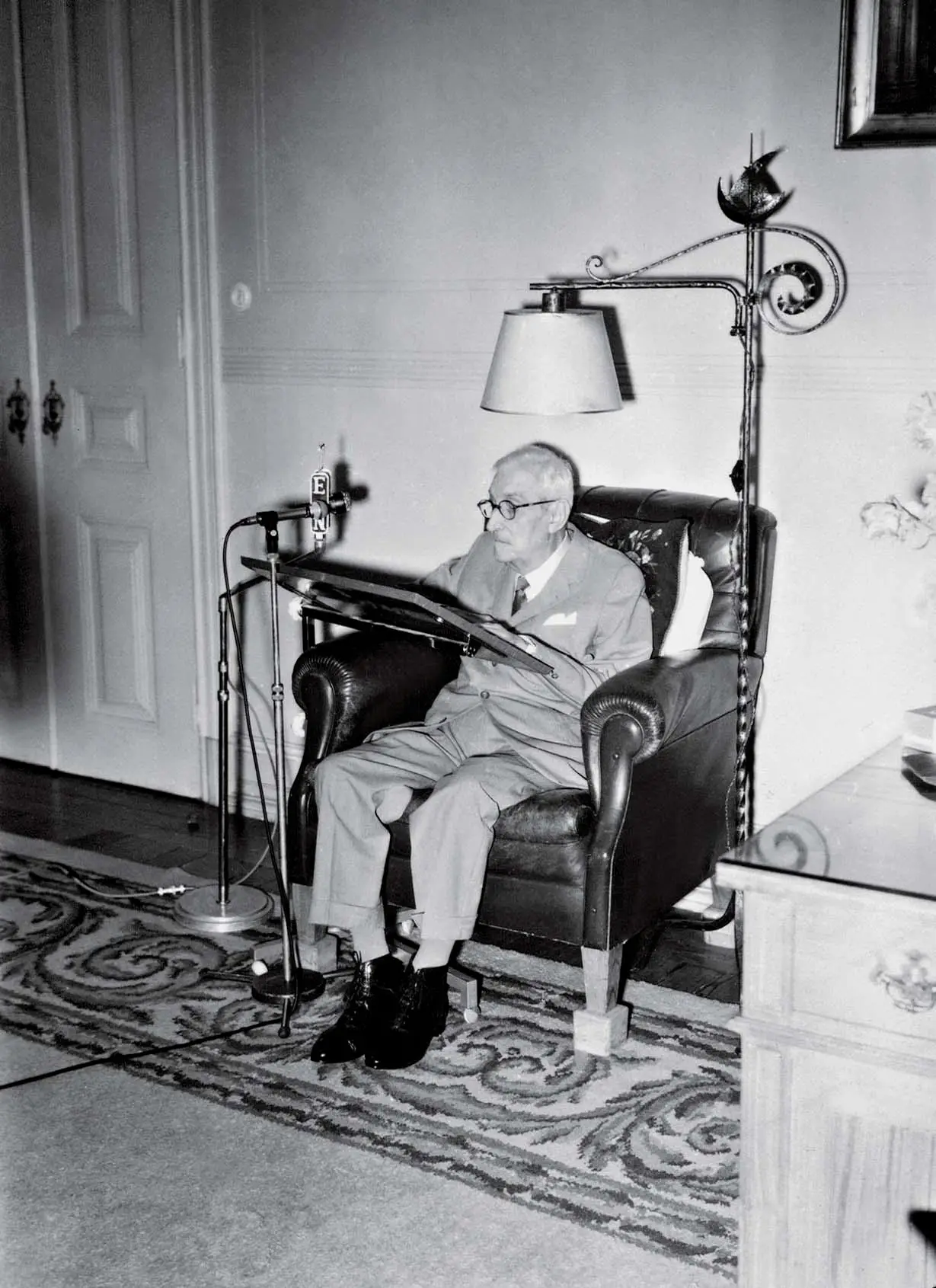
Salazar agradece publicamente os cuidados médicos que recebeu, no dia do seu 80º aniversário (28 de abril de 1969), no Palácio de São Bento, falando como se ainda fosse Presidente do Conselho de Ministros.

O princípio do fim de Salazar começou a 3 de agosto de 1968, no Forte de Santo António, no Estoril. A queda de uma cadeira de lona, deixada em segredo primeiro, acabou por ditar o seu afastamento do Governo.
António de Oliveira Salazar preparava-se para ser tratado pelo calista, quando se deixou cair para uma cadeira de lona. Com o peso, a cadeira cedeu e o chefe do Governo caiu com violência, sofrendo uma pancada na cabeça, nas lajes do terraço do forte onde anualmente passava as férias, acompanhado pela governanta Maria de Jesus. Levantou-se atordoado, queixou-se de dores no corpo, mas pediu segredo sobre a queda e não quis que fossem chamados médicos, segundo conta Franco Nogueira. Outra testemunha, o barbeiro Manuel Marques, contraria esta tese. Segundo ele, Salazar não caiu na cadeira, que estava fora do lugar, mas tombou no chão desamparado. Segundo Marques, Salazar costumava ser distraído e tinha o hábito de «saltar para as cadeiras». Nesse dia, preparando-se para ler o jornal, caiu onde habitualmente estava uma cadeira, mas que nesse dia tinha sido movida. Ainda outra testemunha diz que Salazar não caiu de uma cadeira, e sim de uma banheira, testemunha essa que acompanhou Salazar da casa de banho até ao quarto no dia do sucedido.
A vida de António de Oliveira Salazar prosseguiu normalmente e só três dias depois, a 6 de agosto, é que o médico do presidente do Conselho, Eduardo Coelho, soube do sucedido, não tendo sido chamado de urgência, mas apenas para uma consulta de rotina previamente agendada. Embora não tivesse encontrado alterações suspeitas num exame neurológico, o médico aconselhou vigilância a eventuais sintomas de hematoma cerebral. Salazar opta por prosseguir com a preparação da remodelação governamental que tinha em vista, ignorando os sintomas de dores de cabeça e arrastamento da perna direita e não chamando o médico Eduardo Coelho. A remodelação governamental é consumada a 19 de agosto, no Palácio de Belém, perante o presidente da República, Américo Tomás, sendo substituídos os ministros do Interior, das Finanças, do Exército, da Marinha, da Educação Nacional, das Comunicações e da Saúde e Assistência. Salazar, que assistiu à cerimónia, possuía uma notória debilidade física. A 3 de setembro, durante a primeira reunião do Conselho de Ministros após a remodelação do governo, a debilidade física de Salazar, que não fala, é, uma vez mais, notada pelos ministros. A 5 de setembro, o médico Eduardo Coelho é, finalmente, chamado. A 6 de setembro, Salazar, entretanto regressado ao Palacete de São Bento, é transportado ao Hospital de São José e ao Hospital de Santo António dos Capuchos, em Lisboa, para realização de exames, sendo posteriormente transportado, na sequência de um exame neurológico sumário que recomenda uma cirurgia urgente, para o Hospital da Cruz Vermelha, onde fica internado, por opção do neurocirurgião Vasconcelos Marques, embora com a oposição da governanta, Maria de Jesus Caetano Freire, que defendia o internamento de Salazar no Hospital de Jesus. Não existia acordo entre os médicos relativamente ao diagnóstico — hematoma intracraniano, segundo Eduardo Coelho, ou trombose cerebral, segundo Vasconcelos Marques —, embora tal não tenha impedido a decisão de submeter Salazar a uma intervenção cirúrgica, que acontece na madrugada de 7 de setembro. Durante a cirurgia, realizada pela equipa de Vasconcelos Marques, descobre-se o hematoma intracraniano, tal como Eduardo Coelho havia diagnosticado. Após a cirurgia, Salazar passou por um pós-operatório bem-sucedido, recebendo visitas de várias personalidades do regime, diplomatas e jornalistas e apresentando sinais de recuperação, o que leva o médico Eduardo Coelho a declará-lo curado e apto para retomar a agenda governativa. No entanto, a 16 de setembro, Salazar sofreu um acidente vascular cerebral na sequência de uma hemorragia interna no hemisfério cerebral direito, ficando em coma profundo e com respiração assistida por um ventilador.
Na sequência destes acontecimentos, o presidente da República, Américo Tomás, aconselha-se com vários médicos portugueses e estrangeiros, que são unânimes quanto à irreversibilidade do estado de saúde de Salazar, o qual ficaria incapacitado mesmo em caso de sobrevivência, e reúne, a 17 de setembro, o Conselho de Estado, com vista a proceder à substituição de Salazar. O presidente da República nomeou Marcello Caetano presidente do Conselho de Ministros e Salazar foi afastado do governo em 27 de setembro de 1968, aquando da tomada de posse de Marcello Caetano. A 4 de outubro desse ano, por ocasião do 58.º aniversário da Implantação da República, foi agraciado com o Grande-Colar da Ordem do Infante D. Henrique. Entretanto, Salazar regista algumas melhorias, conseguindo sair do coma profundo, mas revelando, em novembro, sequelas significativas do AVC, nomeadamente paralisia de alguns membros do corpo e perda de memória recente, não prevendo os médicos, segundo os boletins clínicos, quaisquer melhorias das lesões cerebrais. A 15 de dezembro, o neurocirurgião Vasconcelos Marques propõe à direção clínica do Hospital da Cruz Vermelha, em nome do presidente da República, Américo Tomás, a alta clínica de Salazar, considerando que uma recuperação total de Salazar não seria possível e que este deveria prosseguir os tratamentos de enfermagem no Palacete de São Bento. Contudo, a 19 de dezembro, Vasconcelos Marques deixa, em conflito com Eduardo Coelho, de colaborar no tratamento de Salazar, que acaba por apenas abandonar o Hospital da Cruz Vermelha a 5 de fevereiro de 1969.
Regressado ao Palacete de São Bento, embora já não fosse presidente do Conselho de Ministros, os médicos temiam que, depois de ter vencido a doença, não sobrevivesse à revelação de que já não era presidente do Conselho. Deste modo, até morrer, em 1970, Salazar nunca chegou a saber que tinha sido substituído, continuando a falar como se fosse ainda o chefe do Governo.

## Morte e funeral

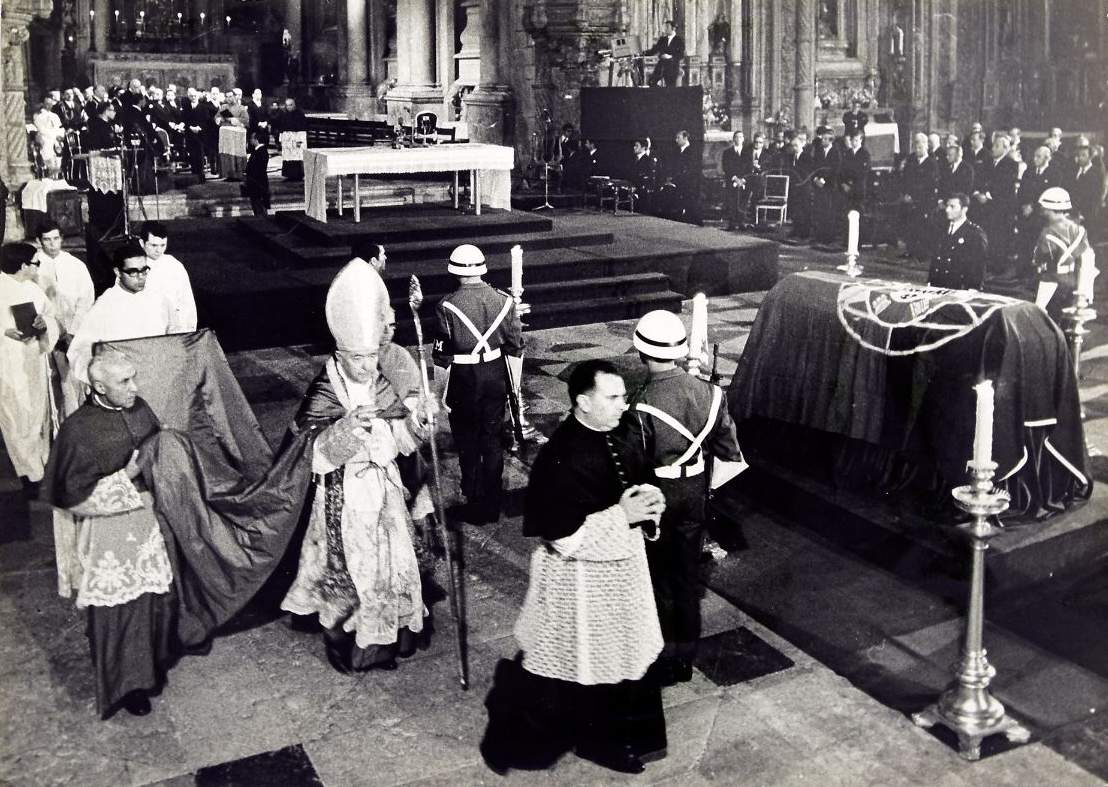
Funeral de Estado de António de Oliveira Salazar, presidido pelo Cardeal Cerejeira.

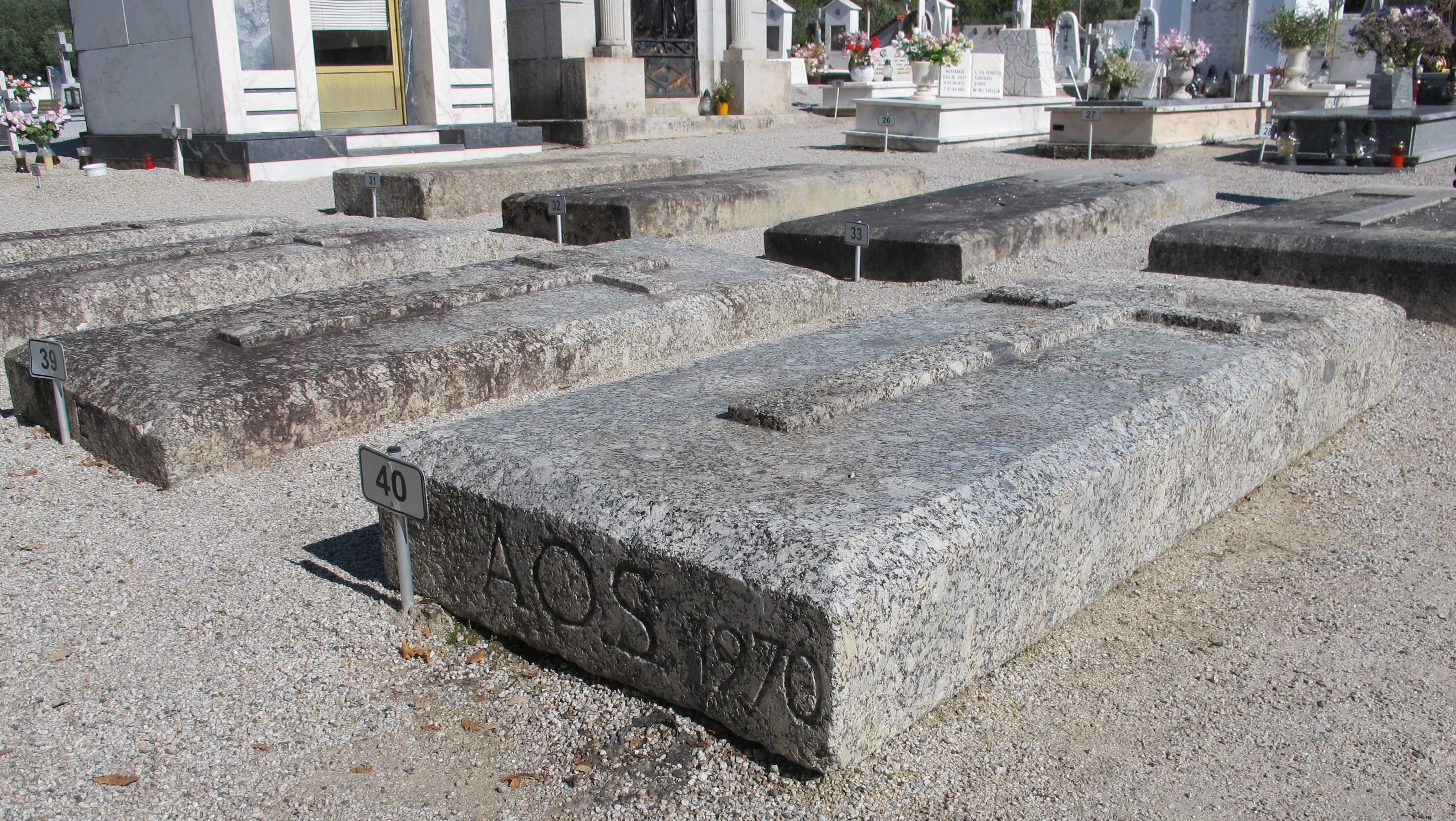
Campa de Salazar no Cemitério do Vimieiro.

Morreu às nove horas e quinze minutos do dia 27 de julho de 1970, no Palacete de São Bento, na freguesia da Lapa, em Lisboa, vítima de uma embolia pulmonar, agravada por consequências respiratórias e renais e um edema pulmonar, a 26 de julho. Foram declarados quatro dias de luto nacional pela sua morte, entre 27 e 30 de julho, data em que ocorreu o funeral de Estado em sua homenagem, no Mosteiro dos Jerónimos, em Lisboa. Tendo a urna sido transportada numa carruagem especial do Comboio Presidencial, até ao Vimieiro. Foi sepultado em campa rasa, ao lado dos pais, no cemitério da sua aldeia, Vimieiro.

## Relações amorosas
A imagem de Salazar na opinião pública era de um homem inteiramente dedicado à nação, quase um monge, afastado de tentações femininas, e a censura encarregava-se de manter essa imagem. Contudo isso não corresponde à verdade. Salazar teve vários casos amorosos, embora receasse apaixonar-se. Um dos seus colegas de seminário comentaː "Ele nunca pronuncia as palavras que as pessoas esperam, não cede a impulsos, mal deu qualquer coisa de seu coração, ele apressa-se a retirá-lo". A primeira mulher da sua vida foi uma ruiva, Felismina de Oliveira, uma amiga da sua irmã. Era uma jovem de origem modesta, que a acompanhava aos sábados nas visitas a Salazar no seminário. A oposição da família de Felismina e a carreira religiosa que O. Salazar seguia acabaram com a relação. Porém, Salazar sai do seminário e entra na Universidade de Coimbra, na altura da proclamação da Primeira República de Portugal.
Em Coimbra tem um romance com a pianista Glória Castanheira, e depois com a sobrinha desta, Maria Laura Campos, casada, com a qual se encontra várias vezes num hotel — o Hotel Borges, em Lisboa — entre 1931 e 1932, mesmo depois de ela casar pela segunda vez. O caso termina quando Laura, acompanhada do marido, se muda para Sevilha. Também no hotel Borges se encontrará com Mercedes de Castro, rica e filha de um diplomata.
Também se relacionou com Maria Emilia Vieira, uma jovem que, antes de conhecer o ditador, já tinha vivido aventuras boémias em Paris, como astróloga e dançarina.
O seu último affaire, o mais forte e duradouro, parece ter sido o que manteve com Christine Garnier, jornalista e escritora francesa. Esta, também casada, tinha-se deslocado, em 1961, propositadamente a Portugal com a ideia de escrever um livro sobre Salazar. Ele convida-a a vir a Portugal nas férias; em Santa Comba Dão; ela espanta-se com a modéstia da casa. Christine torna-se a sua favorita, e a partir daí faz viagens frequentes entre Portugal e França. Salazar abandona por um tempo a sua habitual avareza e enche-a de presentes. O livro é escritoː Férias com Salazar, um sucesso de vendas.
Vários historiadores e observadores apontam como provável um amor platónico da sua governanta virgem, Maria de Jesus Caetano Freire, por ele. Ela tinha-o seguido de Coimbra, onde já o servia, para Lisboa, em 1928. Era uma mulher dura e forte, rígida, vingativa, de uma "dedicação canina" ao ditador — "uma personagem importante", diz ele mesmo. A governanta é ciumenta das atenções que este dispensa, por exemplo, às duas garotas que recebeu em São Bento e que são da família de Maria de Jesus. Micas, (Maria da Conceição Rita) uma das crianças, conta que Salazar era incapaz de se ir deitar sem passar pelo seu quarto a compor-lhe a roupa e afagar-lhe os cabelos; também era ele quem com elas brincava e lhes contava histórias. Salazar, visto como um homem frio e distante, que raramente sorria, era no entanto carinhoso e preocupado com os seus mais íntimos.

## Ideologia

### Relação com o monarquismo
Salazar conseguiu alimentar durante muito tempo a lenda dos seus sentimentos monárquicos. O conhecimento que hoje temos dos seus "escritos de juventude", a observação cuidada dos acontecimentos políticos da época e o conteúdo da correspondência entre Salazar e Caetano, revelam que o seu alegado "monarquismo" se inseriu num habilidoso jogo político através do qual Salazar conseguiu obter o apoio de alguns monárquicos para sustentar o seu "Estado Novo".
O seu antimonarquismo começou a revelar-se dentro do Centro Católico Português, quando, no seu congresso de 1922, vinga a tese de Salazar de que o Centro deveria aceitar o regime republicano "sem pensamento reservado". Monárquicos católicos, com destaque, entre outros, para Fernando de Sousa (Nemo), Alberto Pinheiro Torres, Diogo Pacheco de Amorim, abandonaram então o Centro Católico.
Ao chegar ao poder, no discurso que proferiu em 9 de junho de 1928, a solução do "problema político" do regime (monarquia ou república) surgia ainda em último lugar nas suas prioridades. Uma resolução tomada dois anos depois, porém, revelava a grande distância que ia entre as suas palavras e os seus actos. Após a falhada Monarquia do Norte, em 1919, umas centenas de oficiais do exército foram afastados do serviço ou demitidos, quando dominava a cena política o Partido Democrático de Afonso Costa. Mais tarde, o governo de António Maria da Silva, para amainar os ânimos já muito exaltados contra a Primeira República, apresentou no parlamento e no senado um projecto visando a reintegração no serviço activo daqueles oficiais. O golpe militar de 28 de maio de 1926 interrompeu o processo, mas, em 1930, o tenente-coronel Adriano Strecht de Vasconcelos apresentou ao presidente Óscar Carmona um documento intitulado "A Situação Jurídica dos militares afastados do serviço do Exército em 1919", pedindo justiça. Oliveira Salazar reagiu impedindo a reintegração daqueles oficiais monárquicos.
Na sequência da morte de Dom Manuel II, em 2 de julho de 1932, a ilusão do "monarquismo" de Salazar caiu por completo quando o seu governo se apropriou dos bens da Casa de Bragança instituindo a Fundação da Casa de Bragança. A derradeira prova de que Salazar não queria a monarquia deu-se em 1951 no congresso da União Nacional, em Coimbra. Em discurso encomendado por Salazar, Marcello Caetano vem a travar naquele congresso as teses da restauração da monarquia.
Temos ainda a consciência desse facto, que Salazar não apoiava a monarquia mas que se servia dos monárquicos que o admiravam e perseguia quem não o fazia na história do Integralismo Lusitano.

## Cultura

### Televisão
- Salazar foi interpretado por Diogo Morgado na série "A Vida Privada de Salazar", produzida pela SIC em 2009.

### Os Grandes Portugueses
No programa da RTP Os Grandes Portugueses, realizado em março de 2007, Salazar foi a mais votada das personalidades em jogo, com 42% dos votos expressos, seguido de Álvaro Cunhal, com 19%, e de Aristides de Sousa Mendes, com 13%. Jaime Nogueira Pinto, professor universitário, fez a sua apresentação.
O concurso de modo algum é representativo da opinião pública portuguesa, dado consistir de votações telefónicas, no total de 159 245, o que não atinge sequer dois por cento da população. É desvalorizado por alguns historiadores como José Mattoso, António Reis, António Manuel Hespanha e Fernando Rosas, que acusaram a RTP de desinformação e manipulação num texto publicado no jornal Expresso. Em declarações ao Diário de Notícias, Nuno Santos, ex-director de programas da RTP, considera que a acusação é de mau gosto e revela má-fé.
Após a realização do concurso, a RTP encomendou uma sondagem/estudo de opinião à Eurosondagem, em março de 2007, com 1 048 entrevistas pessoais e resultados muito diferentes, com Salazar aparecendo em sétima posição entre os respondentes quando apresentados com os dez primeiros nomes da lista da RTP. Outra sondagem da Marktest também chegou, através de apenas 807 entrevistas, a resultados muito diversos, com Salazar em quarto dentre os dez primeiros da lista.

### Literatura
Segundo o historiador António José Saraiva, que foi opositor do regime, exilado político e militante do Partido Comunista, quem lê os "Discursos e Notas" de Salazar “fica subjugado pela limpidez e concisão do estilo, a mais perfeita e cativante prosa doutrinária que existe em língua portuguesa, atravessada por um ritmo afectivo poderoso”. Segundo este autor da "História da Literatura Portuguesa" (obra conjunta com Óscar Lopes) a prosa de Salazar merece um lugar de relevo na História da Literatura Portuguesa (e só considerações políticas a arredaram do lugar que lhe compete). Salazar é detentor de “uma prosa que guarda a lucidez da grande prosa do século XVII, e de onde é banida toda a nebulosidade, toda a distracção, toda a frouxidão, tudo o que frequentemente torna obscura ou despropositadamente ofuscante a prosa dos nossos doutrinadores".

## Biografia cronológica
- 1889: Nasce em Vimieiro, Santa Comba Dão.
- 1914: Em Coimbra, conclui o curso de Direito.
- 1918: Professor de Ciência Económica.
- 1926: Após o golpe de 28 de maio é convidado para Ministro das Finanças; ao fim de 13 dias renuncia ao cargo.
- 1928: É novamente convidado para Ministro das Finanças; nunca mais abandonará o poder.
- 1930: Nasce a União Nacional.
- 1932: Presidente do Ministério.
- 1933: É plebiscitada uma nova constituição que dá início ao Estado Novo. Fim da ditadura militar. É posto um fim ao nome "presidente do Ministério", passando-se a denominar-se "presidente do Conselho de Ministros".
- 1936: Na Guerra Civil de Espanha apoia Franco; cria a Legião Portuguesa e a Mocidade Portuguesa; abre as colónias penais do Tarrafal e de Peniche.
- 1937: Escapa a um atentado dos anarquistas.
- 1939: Iniciada a Segunda Guerra Mundial, Salazar conseguirá manter a neutralidade do país.
- 1940: Exposição do Mundo Português.
- 1943: Cede aos Aliados uma base militar nos Açores.
- 1945: A PIDE substitui a PVDE.
- 1949: Contra Norton de Matos, Carmona é reeleito Presidente da República; Portugal é admitido como membro da NATO.
- 1951: Contra Quintão Meireles, Craveiro Lopes é eleito Presidente da República.
- 1958: Contra Humberto Delgado, Américo Tomás é eleito Presidente da República; o Bispo do Porto, António Ferreira Gomes critica a política salazarista.
- 1960: Portugal celebra a adesão ao Fundo Monetário Internacional.
- 1961: 22/01, ataque ao navio Santa Maria por anti-salazaristas, que se asilam no Brasil logo após a posse de Janio Quadros; 04/02, assalto às prisões de Luanda; 11/03, tentativa de golpe de Botelho Moniz; 21/04, resolução da ONU condenando a política africana de Portugal; 19/12, a União Indiana invade Goa, Damão e Diu; 31 de dezembro de 1961 para 1 de janeiro de 1962, revolta de Beja.
- 1963: O PAIGC abre nova frente de batalha na Guiné.
- 1964: A FRELIMO inicia a luta pela independência, em Moçambique.
- 1965: Crise académica; a PIDE assassina Humberto Delgado.
- 1966: Salazar inaugura a ponte sobre o Tejo.
- 1968: Na sequência de um acidente vascular cerebral, Salazar fica fisicamente incapacitado para governar.
- 1970: Morte de Salazar.